# SDガンダムフォースの登場人物
SDガンダムフォースの登場人物では、テレビアニメ『SDガンダムフォース』およびその派生作品に登場する架空の人物・キャラクターを列挙する。
- ゲーム『SDガンダムフォース 大決戦! 次元海賊デ・スカール!!』のキャラクターは該当記事を参照。

## ガンダムフォース

### メインメンバー
シュウト
声 - 朴璐美 / 未来（27歳）：神谷浩史
ネオトピアの郊外に住む小学4年生（10歳）の男の子で、元気一杯で真っ直ぐな性格。鶏の鶏冠のような癖毛をもち、ザコソルジャーからは「トサカ虫」と呼ばれている。
ダークアクシズ侵攻の場所に居合わせ、キャプテンに助けられた後、ソウルドライブを起動させてしまったことがきっかけとなり、彼のパートナーとなった。さらにハロ長官に意気込みを認められて、ガンダムフォースの特別隊員としてキャプテンたちを応援するようになった。キャプテンガンダムのソウルドライブを発動させるには、基本的にシュウトの声援が欠かせない。
時には単身で勇敢にダークアクシズへと立ち向かうこともあり、その行動が勝利の糸口となることも多い。また、戦争や支配とは無縁かつロボットと共存する世界で育った故にそれらを嫌悪する傾向があり、劇中においても部下を無下に扱うコマンダーサザビーに憤怒したり、武力で天下を統一を試みる騎馬王丸のやり方を批判し幾度となく彼を説得する一面を見せている。
家にいるときは離れの小屋で発明をしていることが多く、彼の使っている装備の大半は自分自身で発明している。一方で10話において作文で何を書くかで悩むなど文系科目が苦手であることを窺わせる描写を見せる（漫画版では母親であり教師であるけい子から文章力の無さを嘆かれた）。父親のマークとよく将棋をしていたため、騎馬王丸には遠く及ばないが将棋を指すことができる。セーラに好意を寄せており、彼女の作ったケーキが好物だが、劇中では一度も食べることができなかった。
第50話と第51話で描かれた十数年後のネオトピアでは大人になったシュウトも登場。髪型はセミロングになっている。
最終回後、完全善大将軍の頼みから次元パトロールの一員として加わっている。後日談ではΖガンダムサイの艦長代理に就任したことが明かされている。
一人称は現在が「僕」、未来が「俺」。
キャプテンガンダム
声 - 神谷浩史
カオ・リン主任が生み出した、S.D.G.に所属するモビルディフェンダーで、ガンダムフォースに所属。ネオトピアに侵攻してくる敵対勢力を追い返し、市民の安全を守る役目を担っている。S.D.G.のロボット達は主にキャプテンガンダムの指示に従って動いている。「ソウルドライブ」と呼ばれる特殊な機構と、それに関連した「キャプテンシステム」というネットワーク機能を内蔵している。一人称は「私」。
作戦行動の遂行に忠実な、感情や表情に乏しい性格で、よく物事の確率を計算して言葉に表す。しかしシュウトとの交流によって絆や感情に強い興味を抱き、ゼロや爆熱丸の見せる豊かな感情表現に強い憧れを持ち、自然と喜怒哀楽の感情を見せるようになった。しかし感情表現は器用とはいえず、表情を表現する機能が本人の希望で追加されたが、劇中では概ね上手く使いこなせていない。
戦闘においては、様々な武装火器を使用した攻撃と、自身の損傷を省みない勇敢な戦いを見せる。騎士ガンダムや武者ガンダムとは違って水中でも行動できるが得意ではなく、自力での戦闘行動は困難である。
シュウトの応援が「ソウルドライブ」に作用することで脅威的なパワーを発揮することができ、必殺の「キャプテンパンチ」を放ち敵を退ける。このソウルドライブはキャプテンガンダムから取り除かれると、ボディから自身の意思が消滅してしまい、機能不全に陥る。
また、ネオトピアのロボットたちにウイルスなどが侵入して暴走した際、混乱したロボットに適切な指示を与える「キャプテンシステム」を内蔵している。
専用の換装リングを用いることで多数のオプション装備を使いこなすことも可能で、「キャプテンシステム」も換装リングと連動させて使用する。ボディを非武装状態のモビルシチズンモードであるオプションCに換装する際もこれを利用する。その他の換装を含めると劇中においてその姿にはいくつかのバリエーションが存在する。
マスクの下には人の顔を模した口部が存在し、展開して口を露出すると連動して瞳孔が少しだけ大きくなる。これは主に上記のモビルシチズン形態の時に身分を隠すことを目的として利用されるが、それ以外の時でもマスクの展開は可能で、ハイパーキャプテンへのパワーアップ時にもこの機能は残された。
敵軍との戦闘の際は「速やかに撤収せよ」と、敵軍に対し撤収命令を要求をするのが戦闘前の前口上となっている。
ダークアクシズへの反撃を開始する際、バックパックをオプションVに換装し、棍型兵器Vロッドを使用するようになった。
最終決戦ではジェネラルジオングにシュウトを捕らわれてエネルギーを吸収された上、シュウトの応援に依存しきっていたことに対する自己嫌悪から自信喪失に陥るが、元気丸と虚武羅丸の叱咤や仲間達の応援（漫画版では彼の可能性を信じていたシュウトの激励）により、自らの力でソウルドライブを発動させ、ジェネラルを倒す契機を生み出した。決戦後はシュウトとの再会を約束してS.D.G.へ帰っていった。そして、宣言通りシュウトを次元パトロール隊へと迎え入れ、再び行動を共にするようになった。
『愛と戦いのロボット 完全保存版』で発表されたアンケート「みんなで選ぶロボットアニメーションベスト100」では、「一番カッコイイヒーローは？」で第60位にランクインした。
ヘビーウェポンキャプテンガンダム
ネオトピアへの侵攻作戦時に、キャプテンが換装した強化装備。ソウルドライブを強奪されて意識不明となり海に落下した際、偶然沈んでいた換装リングに収まったことで自動的に換装された。
武装が多種多彩となり、ライトライフルがヘビーマシンガンに、ライトシールドはヘビーシールドにパワーアップしたほか、肩にミサイル発射装置が追加されるなど、全体的に武装が強化されている。また、ガンビークルモードに変形することが可能となり、意識を失っていた際はほぼこの形態で行動している。
コマンダーサザビーとの決戦後は使用されなくなった。
ハイパーキャプテンガンダム
第42話から登場。プロフェッサーガーベラとの戦いで致命的な損傷を受けたことで、カオ・リン主任によって新たなボディを得て生まれ変わった姿。形式番号GP-01。背部のパーツをオプションF、オプションZなど、バックパックを通じて様々な装備に換装する。また、オプションVは標準装備となった。
戦闘力は高く、かつてガンダムフォースの全戦力を注ぎ込んで撃退したビグ・ザムを、単機で圧倒するほどである。専用の手持ち武装がないため、初登場時はヘビーマシンガンとヘビーシールドをヘビーウェポン形態の装備から流用して運用していた。
なお、劇中に登場したハイパーキャプテンガンダムの形態はカトキハジメがデザインを手がけている。
翼の騎士ゼロ
声 - 斎賀みつき
ソラジオラーマ世界の騎士の国、ラクロアに仕える騎士ガンダム。精霊との契約の証であるヴァトラスソードとブリティスシールドを携えており、その力によって空中を浮遊する。王家とリリジマーナ姫に忠誠を誓い、かつてはラクロア親衛隊の一人として活動していたが、本編開始の2年前にダークアクシズ侵攻時にはラクロア唯一の生き残りとしてリリジマーナ姫の次元移動魔法によってネオトピアに送り込まれ、S.D.G.設立のきっかけを作った。一人称は基本的に「私」だが、一度だけ「俺」を使ったこともある。
石化してしまったラクロアを救うという使命を抱き、騎士としての誇りを忘れない、常に華麗で優雅な立振舞いを心がける性格。「美しくない!」が口癖で、美しいものへの配慮を怠ることは無い。女性が好きで、何かと良い格好を見せようとする。反面男性には厳しく、プライドが高いが故に他人を見下すなどナルシストな一面がある。熱血漢の爆熱丸とは気が合わず、よく彼に対して悪態をつけたりからかったりしては喧嘩になりはするものの、深い信頼関係を築いている。
魔法を使うことであらゆる物体（主に花）を取り出すことができる。また、魔法による飛行能力によって地上を歩くシーンは少ないが、高度は10メートルが限界なのでガンイーグルに「ちょっとしか飛べない奴」と卑下されていた。しかし、フェンとの別れの際に受け取った羽根により、飛行能力が格段と向上している。
姫や仲間の親衛隊達を救えず、ただ一人ラクロアから逃れたことを負い目に感じており、当初は「群れるのは好まない」と自ら孤立を望んでいた。しかしキャプテン達と成り行きで共闘するうちに仲間意識が強く芽生え、やがては自身を犠牲にしてまでガンダムフォースの仲間を救おうとするまでになった。
ラクロアを支配していたトールギスやデスサイズを倒した後は、天宮に送られたために帰郷が遅れたものの、決戦後はラクロアに帰還して国を元の姿に戻し、ガンダムフォースの仲間たちに別れを告げる。しかし、次元パトロールの誘いを受けたことでリリジマーナ姫とともに再び参じた。
名前の由来は、『新機動戦記ガンダムW』の後半主役機・ウイングガンダムゼロの「ゼロ」から。
銀翼の騎士ゼロカスタム
ラクロアの第二位精霊である「光のフェザードラゴン」と協力し、融合することによりパワーアップした姿。シールドはなくなったが、大剣と双剣に分離合体できるツインバスターソードを扱うようになる。フェザードラゴンと正式に契約したわけではないため、自由にこの姿になることが出来ず、登場回数は少ない。力を失うと剣が消滅してしまう。「ゼロカスタム」という名前はエピオンから解放されて爆熱丸に発見されたトールギスが1回だけ呼称した。
武者頑駄無 爆熱丸（むしゃがんだむ ばくねつまる）
声 - 千葉進歩
肩書きは炎の武人。天宮の武将・武里天丸に仕える若武者で騎馬王丸軍との合戦の最中、次元転送装置の暴走により愛馬・炎天號と共にネオトピアへとやってきた。師匠より譲り受けられた刀を用いた二刀流の使い手だが、肉弾戦でも戦うことはできる。
かつては剣術の師である覇王丸に、孔雀丸とともに拾われて腕を磨いていたが、新天地武道刀の内の二本を師から渡された後は浪々の身となり、武里天丸に拾われ、「乱れた世を正す」という誓いを果たすため、彼に仕えるようになった。一人称は「俺」だが、武里天丸や完全善大将軍の前では「私」。
直情的で暑苦しいと言われるほどの熱血漢だが、義理人情に厚く礼儀正しい性格。時には手負いの敵に武士の情けをかけることもあるが、乱世に生きる者として非情になることもあり、親子で争う元気丸と騎馬王丸との対峙については「乱世の宿命」として止めることはしなかった。また、喜怒哀楽の感情の起伏が激しく、単純な性格（虚武羅丸いわく「直進武者」）からあからさまな嘘にすら騙されることがあり、コミックボンボン版では初見のキャプテンだけでなく、制止したゼロをもダークアクシズの手下と勘違いし斬りかかるなど単純さが強調されている。その性格から度々自身とは対照的な性格のゼロにからかわれており、よく喧嘩になっているが、最終決戦では自分の刀の一本を託すまでの信頼関係を築くようになった。
当初は合戦の場に戻るため故郷に帰ることだけで頭が一杯だったが、キャプテンたちの戦いぶりに感銘を受けてS.D.G.への協力を誓うようになった。
好物はおにぎりで、本人いわく100個食べれば傷が癒えるほどである。反面幽霊が大の苦手で、その他にも奇怪なことが起こると腰砕けになってしまう。
武人の魂であるとして、刀を自ら手放すようなことは好まず、ネオトピアにきた頃はそのことで騒動になったことがある。後にダークアクシズの起こした事件を市長が映画としてまとめたことで、ネオトピアではモビルアクターとして認識されるようになり、刀の携帯も容認された（市民には模造刀と勘違いされている）。
二刀流にこだわりを持っており、コマンダーサザビーがビームサーベルを二刀流で使用した際に「こらー！それは俺の真似だろ！」と激怒するシーンがあった。しかし、ジェネラルジオングとの最終決戦で力を失ったゼロに「お前なら使いこなせる」と言って刀を一本手渡していた。
天宮に帰還した際は、事情を知らない武里天丸に敵前逃亡の疑いをかけられて信用を失うが、爆心の鎧を着ることで信頼を取り戻し、やがてはその力で騎馬王丸を打ち倒した。
決戦後は元気丸の紛争統治に炎天號とともに付き添うことになったが、すぐに次元パトロールとして招致を受けたため、元気丸一行から離脱してシュウト達に合流している。
名前の由来は、『機動武闘伝Gガンダム』の後半主役機・ゴッドガンダムの必殺技・爆熱ゴッドフィンガーの「爆熱」から。
強火剣嵐 爆心丸（ごうかけんらん ばくしんまる）
爆熱丸が清き心を取り戻し、爆心の鎧の装着に成功した姿。傷が癒え、その身体に力を漲らせるなど、格段と爆熱丸を強化することが出来る。ただし使用者である爆熱丸の精神が未熟なため、長時間着用し続けることは出来ず、気が抜けると鎧の炎で身体が焼かれてしまう。なお、パワーアップ後は「爆心丸」と呼ばれる。ハイパーキャプテンガンダムや銀翼の騎士ゼロカスタムとは違って空を飛ぶことは出来ないが、最終決戦ではキャプテンの覚醒に応じて一時的に飛行している。

### サブメンバー
ガンバイカー
声 - 柳沢栄治
分類は総合支援型モビルディフェンダー。見た目こそバイクだが、そのAIにはかつてキャプテンガンダムを指導した教官のAIが搭載されている。
冷徹かつ頑固な性格でまるで現場指揮官のような振る舞いが多く、その威圧感にゼロと爆熱丸もタジタジになっていた。いつもウィリーをしながら怒鳴る。しかし、効率的な戦闘を望むが故に融通の利かない一面があり、モビルシチズンの破壊もやむなしとする非情な部分も覗かせた。しかし、ガンダムフォースの効率だけではない姿勢を見てからは多少丸くなった傾向がある。この時の機体はキャプテンガンダムを目的地まで円滑に運ぶための姿でサイドカー（外観はコアファイターを彷彿とさせる）が取り付けられており、そこには特別隊員であるシュウトが乗ることができる。ガンイーグルに「時代遅れのバイク」と馬鹿にされたことがあり、本人も旧式の機体であることを気にしており、同じようにガンイーグルに卑下され激昂したゼロと爆熱丸に対し「まだ教育が足りてないから許せ」といったように宥めることしかできなかった。イエロードーガに苦戦するキャプテンを援護するが、返り討ちに遭い小破して行動不能になってしまう。
戦闘知識が豊富な歴戦の勇士といったような風格を漂わせているが、その正体はソラ・ディオラーマでの活動の際に姿を変えたコマンドガンダム。しかしダークアクシズ出現以前の活躍は不明であり、自身の正体やソラ・ディオラーマに訪れた経緯については明らかにされていない。
「100万年～～（主に「早いわ!」）」と「わしには分かる」という台詞をよく口にする。
なお、ガンバイカーの玩具は「キャプテンガンダム専用バイク」という名称で発売された。
ガンパンツァー
MS形態に変形できる戦車型支援用メカ。キャプテンの教官のAIを移植して、パワーアップを果たした。身長はキャプテンたちの2倍から3倍ほどになり、車両型のMA形態に変形してキャプテンたちガンダムフォースの面々をコンテナに乗せることができるようになった。またコンテナではハイパーキャプテンの補給が行えるようになっている。人型に変形することで戦闘も可能で、武装も豊富である。ガンバイカーと同じ調子でウイリーのようなことをすると地面が強く揺れる。武里天丸とは早いうちから意気投合していた。
後にガンプラをモチーフとしたアニメ「ガンダムビルドダイバーズRe:RISE」においてゲームマスターカツラギの搭乗機として使用してバグ修復を支援した。
ガンイーグル
声 - 浪川大輔
分類は空戦型モビルディフェンダーで、メンバーの中では最年少。その飛行速度は計測できる最高の範囲でマッハ2.8以上。自信過剰かつ生意気な性格で、調子に乗って失敗することもあるものの、基本的にその戦闘能力は高い。自分が高性能である事を鼻にかけ、ゼロや爆熱丸だけでなく、教官であるガンバイカーにすら軽蔑とも取れる生意気な態度をとる一方で、唯一キャプテンガンダムを尊敬の眼差しで見ており、彼にだけは敬語を使う。キャプテンやガンダイバーズと違って表情豊かであるが、危険を顧みず身体を張った行動をとることがある。オペレーターのジュリとは仲が良い。
彼の持つエアリアル・ビームライフルはキャプテンのライフル以上の高出力を連続して放つことが可能。バックパックからビームサーベルを取り出すこともできる。
背中に装備されているフィングライドユニットは飛行ユニットで、武器はそのユニットに装備されているミサイルのみである。
最終決戦の折、キャプテンの代わりにガンチョッパーズたちを引き連れ、ガンダムフォースの援護にあたった。
また、彼の他にガンセイヴァーも登場させるという構想もあったが、アメリカではモチーフの機体であるΖガンダムが登場する『機動戦士Ζガンダム』と『機動戦士ガンダムΖΖ』が放送されていなかったため、「『Ζ』および『ΖΖ』に登場する機体がモチーフとはいえ、アメリカをメインターゲットにしている以上は馴染みのない機体をモチーフにしたキャラクターは出せない」という判断の下、お蔵行きとなった。
ガンダイバー
声 - 01=中井和哉、02=吉水孝宏、03=中嶋聡彦、05=千葉進歩、07=浪川大輔他は不明
分類は海戦型モビルディフェンダーで、ガンバイカーいわく「優秀な弟子」。同型機7体が同時に開発されており、互いに兄弟機として思いやっている。通常はガンダイバーズと呼称される。リーダー格は1号および2号。兄弟全員による救助活動を前提として設計されているため、コンビネーションは巧みであり、水中戦においてはその性能をいかんなく発揮する。
一つの台詞を7人で分ける話し癖があり、主なセリフはリーダーの1号や2号が担当。キャプテンガンダムに似て命令に忠実で、感情を表現することがあまり無い。ネオトピアのために自らの身を挺するなどの行為をとったこともある。
海を深く潜る際には背中に装備されているバックハイドロユニットをサブマリンフェイズに変形し深海深くまで潜水することが可能。
武器はバックハイドロユニットの側面にあるシュノーケルから取り出される三叉の槍「シュノーケルビームトライデント」と両腕や両肩に内蔵されている魚雷。手はスクリューになったりする。
後にガンプラをモチーフとしたアニメ『ガンダムビルドダイバーズ』において物語の舞台となるGBNのゲームマスターカツラギのアバター（声:竹本英史）として登場。最終話にはガンチョッパーに換装して最後の戦いに加わる。その後、続編作品「ガンダムビルドダイバーズRe:RISE」の終盤登場して事態収拾のためガンチョッパーに搭乗してバグ修復の支援を行う。その後、エピローグにおいて現実世界の姿を見せている。
ガンチョッパー
最終決戦のみに登場する、カオ・リン製作の飛行ユニット「バックヘリユニット」を取り付けたガンダイバーの新たな姿。ガンイーグルとは違いローターで空を飛び、ヘリコプターに似た形態に変形が可能。ガンイーグルに続いて最終決戦で尽力し、天宮やラクロア復興においても活躍した。
炎天號（えんてんごう）
声 - 伊藤健太郎
爆熱丸の愛馬。爆熱丸とともに次元を超えてネオトピアにやって来た。基本的には爆熱丸に忠実で、阿修羅丸との戦いでは爆熱丸の折れた部分の刀を守っていた。
ダークアクシズへ反撃に転じる際にはネオトピアに置いていかれたが、天宮での決戦前に主人との再会を果たし、最終決戦では爆心丸の足となった。漢字を理解しており、実は「火火ーン」と嘶いているという（漫画版では実際そのように表記されている）。今の天宮では炎天號と騎馬王丸の飛龍・角龍しか馬はいないといわれている。
ライミ
声 - 佐藤ゆうこ
ダークアクシズのマグナムサイを改修して利用した戦艦、ガンダムサイに新たに搭載された女性型AI。彼女によってガンダムサイは極少数の人数で運用することができる。
名前の由来は、『機動戦士ガンダム』に登場するミライ・ヤシマのファーストネームのアナグラム。

### ゲストメンバー
リリジマーナ・ミヤ・ド・ラクロア
声 - 松来未祐
ラクロア王国の王女で、唯一の王位継承者。通称リリ姫。家族は父親にレビル王がいるが、母親はリリ姫が幼い頃に他界している。
ラクロア滅亡の際にゼロをネオトピアへ脱出させた後に石化したが、デスサイズを倒したS.D.G.によって救助され石化を解かれた。
非常に高い魔力の持ち主でドレスの埃を掃うものからフェザードラゴンの召喚まで多種多様な魔法を扱える。強気で我侭な性格だが、王位を継ぐべく帝王学を叩き込まれており、いかなる時でも堂々とした態度を崩さない。しかしそれ故の天然ボケな面を見せたこともある。
初めはS.D.G.を自分の配下のように見ていた節があったが、天地城での決戦では共に戦う仲間として戦場に立ち、魔法を駆使して大活躍を見せた。最初シュウトに対しては子供は嫌いと突っぱねていたが、共に誘拐された一件から徐々に淡い思いを抱くようになる。
ガンダムフォースのメンバーとして半ば強引に加わっており、後日談でもシュウトたちの所へゼロと共にメンバーとしてやって来た。この時、ゼロは彼女の行動に対して呆れていた。この時の服装は藍色を強調しロングスカートを外した軽装な外見だった。
『新機動戦記ガンダムW』のリリーナ・ドーリアンがモデルとなっている。
元気丸（げんきまる）
声 - 小林由美子
子供武者。身長：66.919cm、体重：10.47kg。
騎馬王丸を狙いダークアクシズ要塞内部にて仕掛けようとした所をS.D.G.と遭遇し、成り行きで行動を共にすることになる。シュウトには半ば強引にガンダムフォースの一員とされてしまっている。だが当人は彼等を信用しておらず（ただし悪人でないことは当初から理解していた）、度々ガンダムサイの乗っ取りを企てる。
「井」の字を描くことで空間にゲートを開け、瞬間移動を行うことができる能力を持つ。ただし力を使い過ぎると眠くなってしまうという弱点がある。
やんちゃな暴れん坊ではあるが決して不真面目な性格ではなく、不遜な態度で聞いていたキャプテンの話をしっかり覚えており、彼を奮い立たせる契機を作るなど、懐や器の大きさを窺わせる場面が多く見られる。
本名は元騎丸で騎馬王丸の息子。自分と母親を見捨て、ダークアクシズと手を組み天宮を裏切った騎馬王丸に復讐しようとしていた。
後にザッパーザクや虚武羅丸を家来にして「元気もりもり軍団」を結成、大将として命をかけてでも守ろうとする器量を見せる事で彼等から一目置かれる存在になった。未来の天宮を導く存在として機動武者大神将に選ばれ、武里天丸と騎馬王丸の戦いを終結させた。戦後は元気もりもり軍団を率いて天宮平定へ乗り出し、その後実現を果たしたと語られている。
眉毛のように動く兜の角があるが、最終回においてそれらは本当に兜だということが発覚する。また、胸に筆で「元」と汚く描かれた前掛け（鎧）も自分の身分を隠すためのカモフラージュの一つであり、中には騎馬王丸と同じ色をした元気丸の頑玉が存在している。
SDデザインは横井画伯。

## ネオトピア

### S.D.G.人間キャラクター
ハロ長官
声 - 吉水孝宏
S.D.G.の最高責任者。ハロを象った仮面をしており、その素性は謎に包まれており、正体は最後まで明かされなかった。不屈の闘志を持った司令官で、物事をそう簡単に諦めることはせず、また部下達を見捨てはしない有能な人物。出撃する際、ガンペリーの上に乗って仁王立ちをしてよく登場する。また、プリオやけい子を生身で助けに来ることもある。
最終決戦では生身でジェネラルジオングに立ち向かい、ファンネルを受け止めたり投げ飛ばしたりしていた。
ジュリ
声 - 夏樹リオ
S.D.G.所属の19歳の女性で、カオ・リン直属のオペレーター。明朗快活な性格で、ガンダムフォースの出撃時に激励するシーンが多く見られる。ハロ長官からも信頼されている。ハロ長官が留守の時には彼女が彼に代わって指揮を執ることもある。阿修羅丸との戦いで重傷を負った爆熱丸に、私服姿でシュウトと一緒におにぎりを作ったことがある。
アリシア
声 - かかずゆみ
ナスターシャ
声 - 不明
S.D.G.所属のオペレーター。アリシアはポニーテールが特徴の18歳の女性で、ナスターシャはウェーブのかかったブロンドのセミロングが特徴の21歳の女性。
上記の2人のほかに、多数の隊員（声 - 茂呂田かおる、小西克幸、中井和哉、久川綾、葉月絵理乃等）が所属している。
カオ・リン
声 - 中嶋聡彦
S.D.G.のモビルディフェンダーを作った科学者。おおらかでマイペースな性格で、勾玉状の眉毛と対極図が描かれた眼鏡が特徴。太極拳を得意とし、カタコトな言葉を話す。そのため、いつも彼の言葉を通訳する専用のボールが側についている。高い技術力を持ち、キャプテン達モビルディフェンダーの修理・改良を担っている。
ベル・ウッド
声 - 山岸功
次元転送装置を開発している14歳の天才少年で、S.D.G.研究開発部Cラボのプロジェクトリーダー。シュウト曰く、切り株みたいなヘアースタイルをしている。
面倒くさがりな性格の気分屋だが、仲間が危機的な状況に陥ると進んで行動する一面もある。最初の頃は特別隊員のシュウトを特別隊員として認めておらず、「即席キッズ」と呼び馬鹿にしていたが、彼の奮闘を見て和解した。爆熱丸の強引さによく振り回されるが、彼に対する信頼は厚い。次第に仲間思いな面を見せ、行方不明となったガンダムフォースの面々をこれ以上迷子にさせないため奮闘していた。
家族構成は不明だが、無意識に「グランマ」と呼ぶシーンがある。

### S.D.G.モビルディフェンダー
キャプテンガンダム
モビルディフェンダー達の隊長。
ガンバイカー（ガンパンツァー）
キャプテンガンダムの教官のAIを搭載したサポートメカ。
ガンイーグル
モビルディフェンダーのルーキー。
ガンダイバーズ（ガンチョッパーズ）
モビルディフェンダーの水中部隊。
以上の詳細はガンダムフォース参照。
隊員ジム
声 - 松本大、山岸功、中井和哉、古島清孝
S.D.G.の一般隊員。ブランベースの警備をしたり、石化の調査、エネルギーの注入などの仕事をしている。基本的には感情に乏しく、虚武羅丸いわく「平和ボケかつ腑抜けな連中」。
オペレータージム
声 - 松本大
ジュリたちと共にオペレーターを務めている一般隊員。
隊員ボール
隊員ジム同様、S.D.G.の一般隊員。
カオ・リン専用通訳ボール
声 - 伊藤健太郎
カオ・リンの言葉を翻訳するボール。カオ・リンが普通に喋る場面が増えたためにベル・ウッドから「自分で喋れるだろ？」と疑問を抱かれたことがあるが、本人は「主任は自分の出番も考えてくれている」と語っている。頭頂部にはカオ・リンの弁髪に似たものがついている。デ・スカールにおいてはシークレットコードの入力を受け付けている。

### 一般人間キャラクター
マーガレット・ギャザームーン
声 - 佐久間レイ
未来都市ネオトピアの市長。主にマーガレット市長と呼ばれる。2年前に翼の騎士ゼロがネオトピアに現れたことをきっかけに、防衛組織の必要性を認め、S.D.G.を創設させた。そのため、ハロ長官とも面識がある。絵がとても上手く、その人柄から市民に人気がある。ロボットと人間が共存して暮らす理想郷を作っていくことを目標に日々努力している。
プリオ
声 - 野島裕史
マーガレット市長の秘書。いつも同じ秘書であるレオナルドと一緒にいる。寡黙な性格で滅多に話すことはないが、レオナルドが洗脳から解かれた際には涙を流すほど深い絆を見せている。
けい子
声 - 久川綾
シュウトとナナの母親で、教師をしている。
映画が好きで、好みのジャンルは時代劇。ロボットたちと仲良くしているシュウトを微笑ましく思っているが、シュウトがガンダムフォースに所属していることを永らく知らず、それを知った時は危険な場に立っている息子のことをひどく心配しており、コマンダーとの決戦ではシュウトの下に駆けつけ、シュウトに忠告するなど芯の強い一面を見せた。
シュウトが異世界に旅立つ際には、「必ず帰ってくること」を条件に、息子の旅立ちを夫や娘と共に見送った。
マーク
声 - 吉水孝宏
シュウトとナナの父親。ミュージシャンをしており、いつも作曲活動に余念が無い。マーガレットとは旧知の間柄で、S.D.G.の創設にも大きな関わりを持っているらしい。けい子曰く「大事な時に姿を消す」とのこと。「炎」など、漢字の描かれた独特なセンスのシャツを着ている。また、シュウト曰く将棋が好きで、よくシュウトと打っている。反面ナナをあやすのは苦手。左腕のミサンガがトレードマーク。
セーラ
声 - 中川亜紀子
シュウトの友人にして同級生。彼の家の隣に住んでいる。天然ボケでおっとりとしていて会話が成り立たないこともある。ネオトピア一のケーキ少女と言われ、マーガレット市長の誕生パーティで彼女のコーディネートしたケーキが採用されていた。
おにぎりを作るのも得意と自負するが、形状は少し歪んでいる。けい子同様、時代劇系の映画が好き。日焼けを気にしているため、常に日傘を指している。後半からは髪型はポニーテール（ややトリプルテールに近い）に変わり、話すテンポも速くなった。シュウトは彼女のケーキを楽しみにしていたが、劇中では一度も彼女のケーキを食べることが出来なかった。
また、菫色の瞳に空色の服装などリリ姫に共通している部分があり、ゼロは彼女に対し「（リリ姫に）似ている」と言わしめ、ゼロからは「セーラ姫」と呼ばれている。
ナナ
声 - 中川亜紀子
シュウトの妹。まだ赤ん坊で言葉を話すことができない。いつも母親やシュウトにあやされているが、父親のマークだけにはどうも手に余る様子。第50話・第51話で描かれた17年後のネオトピアでは大人になった姿で登場。
アヤカ
声 - 松来未祐
コマンダーサザビーによるネオトピア侵攻の際、シュウトと出会いガンバイカーに保護された少女。
タカヒト
声 - 夏樹リオ
劇中の冒頭でジムとキャッチボールをしている少年。遊び仲間のジムとは仲が良く、コマンダーサザビーによるネオトピア進行の際、洗脳に苦しむ彼を心配していた。

### 一般モビルシチズン
レオナルド
声 - 長嶝高士
市長付きモビルシチズン。外見はヒゲを生やしたジム。マーガレット市長を慕っており、サプライズパーティーなどを企画していた。また、暴走したモビルシチズンを止めようとして洗脳され、ダークアクシズのソルジャーになってしまったが、キャプテンに救われる。市長の寛大な人柄から「一生ついていく」と感動していた。
ジム
声 - 古島清孝、松本大 等
ネオトピアに住んでいるモビルシチズン。ワーカージムや、パトロールジムなどのバリエーションがいる。
ボール
声 - 古島清孝
ジム同様、ネオトピアに住んでいるモビルシチズン。ワーカーボールや、パトロールボールなどのバリエーションがいる。
クレーンロボ
声 - 松本大
その名の通り、基本的に「クレーン」としか話さないロボット。操縦席にあたる部分には頭部らしきものがある。
白鳥号
声 - 松本大
ハクチョウのスワンボートのような形をした遊覧船。脚も存在するため陸上行動が可能。営業時間などのアナウンスもする。
市長像ロボ
声 - 佐久間レイ
その名の通り、マーガレット市長を模した像。観覧車がついている。また市長を模したため左手にはパレット型の移動用乗り場がある。市長と同じ声を出してネオトピア観光を補助する。
列車ロボット
声 - 兄：伊藤健太郎/弟：山岸功
貨物列車の兄弟。目らしきものがある。
アニー
声 - 佐久間レイ
調理場のアドバイザーで、セーラと共に市長のサプライズパーティに使うケーキを作っている。「あらあら」が口癖。
グリプスタイプ
声 - グリプスタイプ1号機（グリパパ）：松本大/グリプスタイプ2号機（グリポ）：山岸功
トンネル工事に使われている掘削ロボの親子。シールドマシンの姿をした方がグリプスタイプ1号機（通称：グリパパ）、その後ろで牽引されている方がグリプスタイプ2号機（通称：グリポ）。

## ラクロア

### ラクロア親衛隊
分類はみな騎士ガンダム。リーダーはロック。
翼の騎士ゼロ
声 - 斎賀みつき
風系の精霊術を使うラクロア最後の騎士ガンダム。詳細はガンダムフォース参照。
氷刃の騎士ディード
声 - 伊藤健太郎
紅蓮の騎士バトール
声 - 西脇保
熱砂の騎士ロック
声 - 桐本琢也
青銅の騎士ナタク
声 - 近藤孝行
ゼロとリリ姫を逃がした後、ダークアクシズの軍勢4万を相手に最後まで戦い抜いたが、ディードの裏切りにより皆殺しにされジェネラルジオングへの生贄にされてしまった。ジェネラルの間において残された兜・武器を見たリリ姫は彼らの死を悟り驚愕を隠せなかった。
本編の回想シーンに登場した際、ディード以外は全体像モデルが作られておらず、身体はマントで隠されていた。その後、公式サイトを始めとして本編には登場しなかった身体の部分もモデリングされた全身像が公開された。
当初はディード以外の騎士ガンダムたちも実は生き延びていて、最終決戦などで再登場する展開も考案されていたが、時間の都合上お蔵入りとなっている。

### ラクロア王族
リリジマーナ・ミヤ・ド・ラクロア
声 - 松来未祐
ラクロア王国の王女。詳細はリリジマーナ・ミヤ・ド・ラクロア参照。
レビル王
声 - 不明
リリ姫の父親。最終回のみに登場し、長い旅から帰ってきたリリを優しく抱き締めた。

### ラクロアの民
ドア
声 - 杉本ゆう
コア
声 - 葉月絵理乃
ノア
声 - 的井香織
バグバグによる石化から逃れ、精霊の卵を守っていた三つ子。トールギスに反抗する。
グリフォントールギスに苦戦を強いられてるゼロが精霊の卵の偽物を使って己を助けてあげる作戦を信用せずにラクロア地下深くのダークホールに突き落とされてしまったため、彼を信用しなかった。
実は既に石化していた身であったが、精霊の卵の加護によって石化の進行を防いでいた。ラクロアの希望としてのゼロに卵を託した後は石に戻ってしまったが、後に白バグバグにより元に戻った。
本編では語られなかったが、3人はリリ姫と共にゼロをネオトピアへ脱出させた魔術師たちの息子。魔術師たちはリリ姫と石化してしまうも、精霊の卵を息子たちに託していた。

### 精霊
フェン
声 - 的井香織
三つ子に託された精霊の卵から生まれた毛玉のような謎の精霊。気まぐれで我侭かつ、ゼロに似て女好きであり、気に食わないことがあると火を噴いて暴れだす。成長することで数十倍の大きさとなった。
その正体はラクロアの第二位精霊「光のフェザードラゴン」の幼態であり、グリフォントールギスとの戦いの際にフェザードラゴンに変化、ゼロの実力と心を認め協力する。ただし、契約は一切していないのでその力を自在に発揮することはできず、一時だけ現れる場合が多い。

### ラクロア反乱軍
氷刃の騎士ディードがプロフェッサー・ガーベラと手を組んだことを発端にして起きた。首謀者はディードだが、自らの真の目的のため表向きは以前に反乱を起こしていたトールギスが首謀者ということになっている。

#### 闇の騎士陣営
闇の騎士デスサイズ
声 - 伊藤健太郎
分類は騎士ガンダム。ダークアクシズ最高幹部の一人で魔法で正体を隠す闇系魔法を使う仮面騎士。トールギスを利用してラクロアを滅亡させた張本人。身長：151.40cm、体重：189.72kg。
第二位精霊「闇のスティールドラゴン」の封印を解き融合、ゼロとトールギスをはるかに上回る圧倒的な魔力を誇る。次元転送装置を使わずあらゆる次元を移動する事ができる。
他のダークアクシズ幹部と話す際やトールギスの部下として行動する際は慇懃無礼な丁寧語で話す。プロフェッサーガーベラとは馬が合うが、目的のためなら仲間すら裏切る狡猾な性格であるがゆえに騎馬王丸からは「（ガーベラの）腰巾着」と反目されている。
その真意は、種族を超えてリリ姫に叶わぬ思いを寄せており「人間と騎士ガンダムは結ばれることができない」という通説に苦しんでいたが、騎士ガンダムを人間にする力を持つスペリオルドラゴンの存在を知り、ダークアクシズの侵攻を好機と捉え、「自分とリリ姫を阻む全てを破壊し、人間となって彼女と結ばれる」と決意しダークアクシズに寝返った。
リリ姫の石化を解除させリリ姫への思いを成就させるため、白バグバグとフェザードラゴンの奪取を目論み、トールギスと魔剣エピオンを利用してS.D.G.をラクロアの自分の下へおびき寄せる。一度はフェザードラゴンを捕らえ、スパイとして偽のリリ姫をS.D.G.に潜り込ませるも、偽のリリが改心して任務を放棄し、さらに真実を知ったトールギスによってフェザーを開放され、ゼロとの合体を許してしまい、最期はラクロアの精霊たちの怒りを込めて強化するゼロカスタムと壮絶な空中戦を繰り広げる際に「ラクロアを汚したデスサイズに全精霊が怒っている」ゼロの言葉にスティールがフェザーに同調して融合不全を起こし、動揺して特攻を仕掛けたがゼロカスタムのインフィニティウインズにより体を貫かれ、リリの名前を呟きながら谷へ墜落していった。
企画段階ではダークアクシズへ寝返った振りをしている正義の戦士という設定だった。
『愛と戦いのロボット 完全保存版』で発表されたアンケート「みんなで選ぶロボットアニメーションベスト100」では、「一番極悪な悪役・敵役は？」で第98位にランクインした。
氷刃の騎士ディード
闇の騎士デスサイズの正体で氷系の精霊術使い。その人柄からメンバー皆から慕われ、ゼロとはブリティス王国で出会ってからは親友の間柄となった。
ディードがデスサイズだったことはリリ姫も後に知り、己を信頼していたリリ姫を悲嘆させ、親友関係だったゼロを以ってして「許す事の出来ない馬鹿者」だと後悔させた。
なおディードが使っていた武具は、スティールドラゴン以外の精霊から貸し与えられた武器である。
闇の魔導士デスサイズ
トールギスの部下として暗躍するデスサイズの仮の姿。エネルギー体の様な姿をしており、デスサイズが纏っているマントに描かれていた同じ模様が薄っすらと描かれている。劇中においてデスサイズはほとんどこの姿で活動していた。
デスサイズの武器、スティールデスシザーズを操って戦う。

##### 精霊
スティールドラゴン
声 - 無し
鋼の体を持つ闇の精霊の長であるラクロア第二位の精霊で、フェザードラゴンとは対の存在。
全ての文献からその存在が抹消され英知の園に封印されていたが、王家の調査で護衛として同行し存在を知ったディードと契約を結びラクロア滅亡の動力源の一つとなる。契約する証としてスティールデスシザーズを貸し与えた。
しかし、ゼロカスタムのフェザードラゴンと同調してしまい、デスサイズと融合不全を起こしてしまう。ディードが敗れた後はどこかへ飛び立っている。
なお、デスサイズが被る仮面はこのスティールドラゴンの頭部を模している。

##### 配下
リリ姫（黒）
声 - 松来未祐
闇の騎士デスサイズが青い薔薇「プリンセスローズ」に魔法をかけて作り出したリリ姫の偽者。外見は瓜二つだが、ドレスが黒いのが特徴で、性格も幾分大人しい。
S.D.G.から白バグバグを奪い取るために送り込まれたが、キャプテンやシュウトたちと行動を共にするにつれて、自らの使命に疑問を持つようになる。キャプテンから渡された白バグバグをデスサイズに渡そうとするも、シュウトの必死の説得により改心されて白バグバグをシュウトに返してあげたが、デスサイズによって元のプリンセスローズに戻ってしまい、もう人間の姿になれないことになってしまった。
花に戻ってからはずっとガンダムサイに飾られ大切にされていたようで、最終決戦ではジェネラルジオングに捕らわれて苦しむシュウトを心配そうに眺めていた。
リリジマーナ姫同様、『新機動戦記ガンダムW』のリリーナ・ドーリアンがモデルとなっている。

#### 嵐の騎士陣営

##### 騎士
嵐の騎士トールギス
声 - 楠大典
分類はモビルピープル。ゼロと同じ風系の魔法騎士で滅亡後のラクロアの支配を表向き任されている。第三位精霊「風のグリフォン」と融合することによりグリフォントールギスにパワーアップする。身長：151.309cm、体重：139.96kg。
反乱に起こすも敗れて封印されていたが、数年後、ラクロア侵攻を目論むダークアクシズの気配を察知しテレパシーで接触。コマンダーサザビーに封印を解いてもらう代価にラクロア城を守る四神獣の一体のグリフォンを無理やり屈服させて結界を崩し、ラクロア滅亡の直接原因を作った。
騎士として優れた力を持っていたが、ラクロア親衛隊はおろかラクロア騎士団にすら入れなかった。この経験から自身がガンダムではないからだと思い込み、ガンダムに対して激しいコンプレックスを抱いており、さらに自身を認めなかったとしてラクロアにも憎悪を向け反乱を起こす原因となった。
ラクロアの風土なのか非常に傲慢でキザかつ嫌味な性格をしており、コマンダーサザビーに対し尊大な態度を執ることが多い。またエリート気質の高い自信家でもあり、自分より実力が劣るゼロを事あるごとに「弱者」や「ヘタレ騎士」と見下し嘲っている一方で、後述の件で嫉妬の念も抱いている。また、爆覇丸に次ぐ高い戦闘力を誇り、劇中では何度もガンダムフォースを窮地に追い込んだ。「恐怖は我が喜び、憎しみは我が糧」という信条の下、敵対者を一方的に叩きのめし、自身に対する恐怖心と憎悪を植え付ける戦法を好み、自分と渡り合える相手に対して「虐め甲斐がある」と比喩し、さらに精霊の卵の在り処を拒み続けるシュウトに刃を突きつけゼロに「この人間を甚振ったら素直に（精霊の卵がどこにあるか白状する気に）なってくれるかな?」と恫喝するなど極めて残忍で嗜虐心が強い。
次元転送装置の暴走でラクロアに迷い込んだS.D.G.と戦闘。激戦の末にダークホールに落とされるもグリフォンの力で脱出。その際ダークホールに封印されていたメリクリウスとヴァイエイトを発見し封印を解いた。
その後、精霊の卵捜索にポーンリーオーを斥候としてネオトピアに送り込むも失敗。その際フェンに目を付け、配下のヴァイエイトとメリクリウスを引き連れ、精霊の卵強奪とS.D.G.に敗北した雪辱を果たすためネオトピアに来襲。キャプテンたちを結界に閉じ込め完膚なきまで圧倒するも、グリフォンより高位のフェザードラゴンと合体したゼロカスタムによって配下もろともミノフス境界へ追放される。
ミノフス境界では意識不明の状態に陥っていたが、デスサイズによって意識を取り戻す。デスサイズの策略に嵌まり、魔剣エピオンを手に入れS.D.G.に再戦を挑む。その際はガンダムに対する憎悪が爆発し、自身よりも実力が劣るゼロが親衛隊に選ばれたことに対する不満をぶつけて散々罵倒するばかりかガンダムサイに奴当たりに近い形で攻撃するなど、怒りと憎しみに任せて暴走。S.D.G.の連携攻撃の直撃を受けて剣が手から離れ、一時は正気を取り戻すが、既に魔剣の力に取り込まれていたため狂戦士エピオン（後述）へと変化する。
エピオンが倒された後は重傷を負いながらも分離して生還する。その後、峡谷で倒れていたところを爆熱丸と合流し、しばらく彼と行動を共にする。S.D.G.へのせめてもの償いと自身をそそのかしたデスサイズへの報復のため、最期はフェザードラゴンを助けるために最後の魔法による自爆で結界を破壊し散っていった。
ダークアクシズのザコソルジャーの中に彼のファンが存在しており「T様」と呼ばれている。最終回での大集合の際には、一瞬で掛け声だけで登場し、最終回のキャスティングにトールギスの名前が表記されている。
『愛と戦いのロボット 完全保存版』で発表されたアンケート「みんなで選ぶロボットアニメーションベスト100」では、「一番美しい悪役・敵役は？」で第83位にランクインした。
狂戦士エピオン
ラクロア王家によって厳重に封印されていた魔剣エピオンの真の姿。魔剣を手にした者の妬み・怒り・恨み・復讐心などの負の感情が高まった結果、それをエネルギーにしてトールギスとヴァイエイトとメリクリウスを取り込むことによって魔剣が実体化する。
寄代となったトールギスの意識を反映し、騎士ガンダムらしい容姿になる。魔剣エピオンの力である「切りつけたものを食らう」力は健在。基本的に「食らう!」としか話さず、ほとんど理性はないがデスサイズの意図に沿ったような行動はとっていた。双頭龍ワイバーンエピオンに変形し、右の頭から雷撃、左の頭から突風を噴射する。また、この形態による飛行速度はガンイーグルを凌駕し、ゼロカスタムでさえ「追いつけない」と言わしめた。なお、目に瞳は存在しない。
最期はゼロカスタムの超魔法の前に消滅、その際トールギスは開放された。
漫画版では取り込まれるのはトールギスのみで、エピオンが倒されても彼は解放されなかった。

##### 精霊
グリフォン
声 - 無し
嵐の騎士トールギスによってラクロア王家から奪われたラクロア第三位の精霊で四神獣の一体。名称から風の精霊の長と思われる。契約の証としてトールギスにグリフォンランサーを貸し与えた。
トールギスの台詞から、まっとうな手段と方法で契約を結んでいない為に、精霊との合体戦では精霊の格もさる事ながら、同調が不完全で多少のパワーアップ程度にしかならなかった。
ゼロカスタムによりトールギスより開放され、ンンに戻り新たな再生を待つ。

##### 部下
闇の魔導士デスサイズ
轟雷の騎士 メリクリウス
声 - 野島裕史
分類はモビルピープル。雷を自在に操る風系の魔法騎士である。身長：153.89cm、体重：142.14kg。冷静沈着で勇猛果敢な性格。必殺技はプラネイト・サンダーエイジ。
ダークアクシズの侵攻以前に起こした反乱に失敗し、双子の兄弟であるヴァイエイトと共にラクロア地下深くのダークホールに封印されていたが、トールギスによって封印から解かれたことで彼に忠誠を誓うもデスサイズの策略により、魔剣エピオンにその身を食われてしまった。
暴風の騎士 ヴァイエイト
声 - 陶山章央
分類はモビルピープル。風を操る力をもつ風系の魔法騎士。身長：153.49cm、体重：137.39kg。礼儀正しいながら熱血的な性格で、常に丁寧語で話す。必殺技はデュアル・ストームペイン。
双子の兄弟であるメリクリウスと共に封印されていたが、トールギスによって復活しネオトピアへと侵攻してきた。最後はメリクリウス共々、魔剣エピオンの餌食にされてしまった。
なお、どちらが兄か弟かについては詳細は不明になっている。
ポーンリーオー
声 - 長嶝高士、近藤孝行、古島清孝
魔力を帯びたダイスから変化した兵士。鶏冠のついた隊長格と一般兵の2パターンがいる。剣やボーガンで武装する他、魔法の札を用いることで姿を隠すことができる。語尾に「ポーン」をつけて喋るのが特徴。
不安定な存在であるため、一定のショックを受けると元のダイスに戻る。デスサイズの配下として黒いポーンリーオー（通称：ダークポーンリーオー）が存在する。

## 天宮

### 武里天丸軍
かつては騎馬王丸軍と同盟関係にあったが、裏切りに遭い敵対関係となる。天宮一の大国を治めていたという設定。

#### 総大将
武里天丸（ぶりてんまる）
声 - 丸山詠二
分類は武者頑駄無。武里天丸軍の総大将で、かつては爆心の鎧を身にまとい、気力を激しく消耗する必殺技、爆界天昇を使いながらも、一月も羽織っていたという伝説の武人でもある。その昔は天宮一の大国を治めていた稀代の武者であり、さらに片手で持つには巨大な武具、太音ヶ士磨大丹頂をも片手で背負っていた。
しかし今では頑固な老人で騎馬王丸に裏切られたり、信じていた爆熱丸が敵前逃亡したこと（実際は事故）によって少々人間不信気味になっている。だが今でも正確な射撃の腕は衰えておらず、太音ヶ士磨大丹頂で騎馬王丸の居る天地城天守閣部分を一撃で命中、炎上させてしまった。普段は目を細めているが、太音ヶ士磨大丹頂を使用する際は片目を半開きにする。ガンパンツァーとは何故か気が合う。
爆熱丸の話を聞いても当初は「信用せーん！」と言って聞く耳を持たなかったが、爆熱丸が爆心の鎧を装備可能になった際は「信用する！」と彼を認めていた。

#### 配下
武者頑駄無爆熱丸（むしゃがんだむばくねつまる）
声 - 千葉進歩
武里天丸軍の若武者。
炎天號（えんてんごう）
声 - 伊藤健太郎
爆熱丸の愛馬。
以上の詳細はガンダムフォース参照。
金鶴（きんかく）、 銀鶴（ぎんかく）
声 - 保村真(金鶴)、仮屋昌伸(銀鶴)
武里天丸の側近。太音ヶ士磨大丹頂を守る武者。武里天丸の身の回りで常に待機し、様々なお世話をしたり、主君を常に命がけで守ったりしている。生身で戦闘に参加することは無いが、太音ヶ士磨大丹頂を放つ際には彼等が固定台の役割を果たす。
野歩士（ノブッシ）
声 - 長嶝高士、岩尾万太郎、松本大、小村哲生
天宮に存在する武者頑駄無ではない武者。武里天・騎馬王の両軍に存在するが、それぞれ軍によって鎧と兜、陣笠の色が違う。「野武士」と表記されることがある。

#### 協力者
完全善大将軍（かんぜんぜんだいしょうぐん）
声 - 小杉十郎太
突如ネオトピアに現れた大将軍。しかし今の天宮は戦乱の真っ只中で大将軍は存在せず、また過去にそういう名の大将軍は存在していない。その為当初、天宮関係者は全員混乱していた（虚武羅丸に至っては「大将軍の名を騙る不埒者」と訝られている）が、大将軍故の力を使いその威厳を知らしめる。ヒゲがある。
好物はケーキで、かなり洒落た性格の持ち主。扇子によって竜巻を起こしたり、障子型の次元移動技を使ったり、あらゆるものを見通すことができる白金の宝船に乗っていたり、天地を引っくり返して攻撃を相手に送り返す「天地返し」という技を使うなど、様々な意味で超越した力を持つ。
その正体は機動武者大神将に選ばれた未来の元気丸であり、最終回には井桁ゲートも使用しているが、劇中では自ら自分が元気丸であったことは一度として口にしなかった。
元気丸（げんきまる）
声 - 小林由美子
騎馬王丸を狙う子武者。詳細はガンダムフォース参照。

### 騎馬王丸軍

#### 総大将
騎馬王丸（きばおうまる）
声 - 田中正彦
ダークアクシズ最高幹部の一人で天宮きっての大武将。どの軍にも負けない軍を築き上げて、長き戦によって混乱する天宮を力で統一し戦乱を終らせる為にダークアクシズと手を組み天宮方面軍総司令官の地位を与えられる。
将棋が好きで、将棋を指せるものなら子供でも対等に話そうとする度量の広さをもつ。また、天地城には将棋に関する置物やオブジェクトが多く飾られている。その将棋の腕は卓越しており、彼の知略は戦場でも敵の脅威となっていた。座右の銘は「天下掌握」。一人称は「俺」だが、稀に「わし」を使うことも。
他者を引き寄せる高いカリスマ性を持つ大胆不敵かつ豪快な性格で、部下からの信頼も厚いが、戦のためにはどんな犠牲も払おうとし、失態を重なる部下は見限って追放し、親族でも容赦を見せないという非情な一面もあり、機動武者大神将が敵対すると分かると、すぐさま反撃体制にはいるなど、知将としての実力を大いに持つが、自身に切りかかってきた爆熱丸に元気丸を盾にしたり、虚武羅丸に戦闘力を持っていないシュウトとリリ姫の抹殺を命ずるなど多少の卑劣な手段をとることも辞さない。また、阿修羅丸が外道として歩むことになったことに憤激する爆熱丸に対し「俺の後ろにできるもの」だと吐き捨てるなど武士道に関しては拘りを見せていない。なお、天宮に存在する馬のほとんどを殺したのは彼である。
ダークアクシズ最高幹部の中では比較的良識派で、プロフェッサーガーベラのことをあまり快く感じていない他、野望のためならば国や仲間を平然と裏切るデスサイズを嫌悪している。また、シュウトに対しては「戦で戦いを終わらせるのは間違っている」という説得を終始自身の信念を貫いて一蹴しつつも彼の優しさにある程度共感している。
機動武者大神将の力を手に入れて大将軍になるため、元気丸を手に入れようと画策していた。元気丸は彼の息子だったが、本人はその事実を聞かされるまで知らなかった。初戦ではダークアクシズに乗り込んできた爆熱丸と戦い、ミノフス境界では王将号を駆ってガンダムサイを小破させ、着いてきたシュウトとリリ姫を半ば人質にする形でS.D.Gを天宮へと誘った。その後は天地城で武里天軍との決戦に臨み、遂には元気丸と共に武者大神将に乗り込むも拒絶されてしまった。最後は爆心丸と互いの道を賭け戦うも敗北、しかしその命は息子の元気丸に救われる。
最終決戦では傷ついた身体ながらも自軍を率いて戦い、元気丸を身を挺して守っていた。戦後はラクロアへ武力による支配以外の政治を学ぶために留学する。その後、ラクロアで寺子屋を開いたという。また、ガーベラ（マドナッグ）が自決、デスサイズ（ディード）が生死不明になったこともあり、ダークアクシズの幹部の中で唯一の生存者でもある。
『愛と戦いのロボット 完全保存版』で発表されたアンケート「みんなで選ぶロボットアニメーションベスト100」では、「一番美しい悪役・敵役は？」で第98位にランクインした。

#### 騎馬王衆（きばおうしゅう）
爆覇丸以外の3人はガーベラによって改造され、新たな力を得た改造武者という設定。
東方不敗 爆覇丸（とうほうふはい ばくはまる）
声 - 小村哲生
騎馬王丸の優秀な右腕にして騎馬王衆の長。一人称は「儂（わし）」（騎馬王丸との会話時は「私（わたくし）」）で、堅い口調で話す。
好戦的な性格の武闘派でかつては荒武者として天宮に君臨していたが、常に戦いを生み出すという騎馬王丸の言葉にのって彼の軍門に下り、最後まで騎馬王丸に忠誠を尽くした。腰に刀を携えているが、主に木槌を使って戦い敵を圧倒していた。
騎馬王衆随一の強さを発揮し、爆熱丸とゼロを軽くあしらい、ハイパーキャプテンガンダムが駆けつけた後のガンダムフォースの三人を一人で相手したりしている。実際に設定上の戦闘力はハイパーキャプテンガンダムよりも高い。未熟さや愚かさが見える相手を「馬鹿武者」と呼ぶ癖がある。
ガンダムフォースの連携によって必殺技を跳ね返されて敗北、騎馬王丸軍の旗を折ってしまった上に、人質を逃がすという大失態を犯しながらも自身よりも失態を重ねた虚武羅丸を批判したため、騎馬王丸に改めて厳罰を言い渡されてしまう。
城の守り手であるが戦好きなため、度々先陣を切ることを申し出ている。
天剣絶刀 猛禽丸（てんけんぜっとう もうきんまる）
声 - 西脇保
騎馬王丸衆の中で唯一飛行能力を有し、その素早さで相手を翻弄してしまう改造武者頑駄無。腰に刀を携えながらも、青龍刀を好んで扱っている。必殺技は羽根手裏剣・天の矢を撃ち出す「猛禽絶刀破」。
失態を重ねた虚武羅丸をことあるごとに蔑むなど嫌味な性格をしている。リリ姫の魔法に翻弄されることが多く、惑わされて苛立つこともあった。
獅王争覇 機獣丸（ししおうそうは きじゅうまる）
声 - 野島裕史
特異な装備を駆使する風変わりな姿をした改造武者頑駄無。身体は頑丈で、弓矢を軽々しく弾いてしまう。
他の騎馬王衆同様、腰に刀を携えているが、両腕と肩に搭載された大砲を主に使っており、手はクロー状となっている。「それでは刀が持てない」とザコブッシが指摘しているが、切腹を覚悟した際はクローでしっかり刀を掴んでいる。
笑倣江湖 破餓音丸（しょうほうこうこ はがねまる）
声 - 浪川大輔
刀を携えながらも球体状の鎧を伸縮自在の両手でもっており、それを閉じることによって自ら鉄球と化すことが可能な改造武者頑駄無。寡黙な性格で名乗りや技名を叫ぶ以外はほとんど喋らない。
鎧は強固であり、必殺技の「破餓音鎧突進」によって相手を粉砕するなど防御面にも広く使用される。ジェネラルの間の溶鉱炉に落ちた際には鎧が溶けてしまうが、自身は溶けずに済んだ。
鎧は何着か持っているらしく、一度溶かされた鎧を最終決戦では新しく取り替えられていた。なお、口は牙が生えたような形になっている。

#### 武者
阿修羅丸（あしゅらまる）
声 - 小西克幸
別名・騎馬王丸の一番刀と呼ばれる（復讐の鬼、怒れる鬼神とも）。元は爆熱丸と同門で孔雀丸という名だったが、五聖剣を巡った決闘をして敗北。その際に情けをかけられたため止めを刺されず、そのことで屈辱を感じた結果、爆熱丸への復讐を誓ったと同時にそれに目をつけた騎馬王丸から力を与えることを条件に軍の勧誘を受ける。
騎馬王丸の軍門に下った際に新たな腕を四本授かっており、合計で六本の腕をもつ。背中に背負ってある多彩な武器によって、あらゆる攻撃を放つことが可能。また、虚武羅丸に敗北を悟られた際、「（爆熱丸に）敗北するなど有り得ない」と否定するなど自分の実力に絶対的な自信を持っている。
流儀は騎馬王無情流（きばおうむじょうりゅう）。一人称は「我」または「俺」。
1度は虚武羅丸の制止を振り切ってゴジョーブリッジで一対一の真剣勝負を挑む。奥義で五聖剣ノ道を折り、キャプテンを小破させるなど、まさに鬼神の如く猛攻を仕掛けるが爆熱丸に負わされた右足の傷が癒えていなかったために退却。傷が癒えた後は再び決闘を申し付け、突如現れた完全善大将軍の御前で爆熱丸との死闘を繰り広げた。爆熱丸に重傷を負わせるが、あえてトドメを刺さず、「自分の受けた屈辱と比べるほどではない」と叱咤し爆熱丸の活気を奮い立たせる。最期は爆熱丸の奇策の前に奥義を破られ、逆上して特攻を仕掛けるが居合切りを受けて4本の腕を切り落とされ自身も瀕死の重傷を負い、天宮の未来を託し力尽きる（また、この時桃色だった目の色が白になっている）。なお、爆熱丸は彼を引き込んだ騎馬王丸に対し「他の国でもそのようなこと（相手の心理をついて戦力にする手段）が起きていることが腹立たしい!!」と糾弾するなど彼の存在に強い影響を受けている。
デザインはモチーフ機体のアシュラガンダムにあやかって、SD戦国伝シリーズの赤流火穏の武者を髣髴させる阿修羅や陰陽師をイメージとした設定画が立てられたが、最終的に入道や山伏のイメージを取り入れた現在のデザインとなった。
玩具では所属が騎馬王衆となっている。

#### 虚武羅忍群
虚武羅丸（こぶらまる）
声 - 梁田清之
正式名称は虚武羅丸ノ黒（こぶらまるのくろ）。城・要塞への侵入のエキスパートで単独で9つの城を落としてきたことから、城落としの虚武羅丸として恐れられ、騎馬王丸の懐刀として重宝されている。普段は紫の大蛇の鎧を背負っており、光学迷彩に似た遁甲の術を使い暗躍したことから、その姿を見たものはいないと言われた。ネオトピア侵攻時は阿修羅丸と共に潜入するも、目的の相違から別々に行動を取っていた。ブランベース攻略には監視カメラや隊員の攪乱と遁甲の術を用いて侵入しサテライトワイヤーの破壊を企てる（本人によればこの基地の陥落が10回目の城落としになる予定だった）が、シュウトとキャプテンによって阻止され撤退した。
ネオトピア侵攻失敗後は、騎馬王丸から元気丸の誘拐任務を請け負うが、ガンダムフォースによって阻止され、一度は監禁されるが、自力で脱出し暫くの間誘拐する機会を窺った。そしてゼロと爆熱丸が騎馬王丸と交戦している間にようやく元気丸の誘拐に成功するが、シュウトとリリによって逃がされてしまう。
その後も追跡を続けるが元気丸が自首したことにより結局果たすことができず、その失態から騎馬王丸に見切りを付けられ追放を言い渡される。しかしそれでも騎馬王丸の忠誠を貫き、虚武羅忍群最強の鎧である黒の鎧を無断で使用して忍者としての誇りを捨てて特攻、ガンダムフォースや武里天丸軍を追い詰めるも結局は敗れ、騎馬王丸軍の名を汚してしまう。最終的には切腹しようとするが、元気丸によって止められ、彼に恩義を感じるようになる。以来騎馬王丸に捕まっていた元気丸へ脱出を促したり、ダークアクシズとの決戦で主君である元気丸をサポートをして活躍した。戦後は主君となった元気丸と共に諸国を巡ることとなった。
ザコザコアワーのステージに三度登場（モブやザコブッシアワーの登場を含めるとさらに多い）しており、ステージの3人からは「コブちゃん」と呼ばれているが、さほど反応していない（流石にしつこく呼ばれそうになった際は怒りを露にした）。天宮のことをよく知らないザコソルジャーからはよく質問されるため、呆れている。阿修羅丸の身を案ずるなど仲間想いなところがある一方、彼の爆熱丸に対する恨みがましさには「いい迷惑だ…!」と不満を溢すなど内心思うところがあった模様。また、虚武羅忍群の面々からは前述の失態から白い目で見られており、特に虚武羅丸ノ赤からは「一族の面汚し」として抹殺対象に加えられるほどに心象が悪い。
「やぁやぁ、遠からん者は音にも聞け! 近からん者はよって目にも見よ!（「遠い奴は声を聞け! 近い奴は顔を見ろ!」という意味）」が登場の際の決め口上で元気丸もそれを見て後に真似している。
漫画版では終始敵のままキャプテンに倒されている。
虚武羅丸（空蝉）
声 - 梁田清之
虚武羅丸が空蝉の術で大蛇の鎧に自分そっくりの分身を着せた影武者。当人と異なり、少し体の色が赤みを帯びており、名乗りのテロップが「虚武羅○」になっている。
虚武羅丸ノ赤（こぶらまるのあか）
声 - 加瀬康之
天宮の残留した虚武羅忍群のまとめ役。虚武羅忍群の名を汚したとして虚武羅丸ノ黒を見下し軽蔑している。基本的に冷静だが、自身を撹乱した元気丸に激怒して襲い掛かったり、爆心の鎧を身に纏った爆熱丸を「にわか仕込み」と言い捨てるなど気性の荒さと自信家な一面も見せている。最初は仲間たちとの連携を駆使して爆熱丸と武里天丸を追い詰めるが、その過剰な自信が災いして爆心丸の奥義によって他のものと共に消滅した。
虚武羅丸ノ青（こぶらまるのあお）、虚武羅丸ノ黄（こぶらまるのき）、虚武羅丸ノ緑（こぶらまるのみどり）（虎武羅丸参照）
声 - 不明
虚武羅忍群の忍者たち。それぞれ身体の色は名前の色に準じており、背負っている大蛇の鎧も同様である。赤同様に武里天丸を追い詰めたが、爆心丸によって倒される。

#### 足軽
ザコブッシ
声 - 長嶝高士、松本大、野島裕史、神谷浩史
騎馬王丸がダークアクシズの軍門に下った際に与えられた量産型部隊兵士で天宮版ザコソルジャーといった存在（自称:ダークアクシズの精鋭部隊）。漢字で書くと「雑魚歩士」。
「ブッシ、ブッシ、ザコブッシ」という掛け声とともに現れ、武装もザコソルジャー以上のバリエーションがある。ザコブッシによって兵力を大幅に強化した騎馬王丸軍の勢力拡大の一因となる。
地位が野歩士より下級であることを不満に思っており、自分たちが彼ら（野歩士）より強いと豪語している。しかしその力や知性は結局のところ五十歩百歩のようで、騎馬王丸軍が劣勢になってからは逃げる者が続出したりしていた。

## ダークアクシズ

### ジェネラルの間
ジェネラルジオング
ダークアクシズの総統。頭部にモノアイのような目が三つあり、それが連結して一つの目になったりする。また、手にも掌と甲の部分に目が付いている。
獣のような鳴き声以外、言語は話さない。よってその意思は主にガーベラにしか理解できない。残忍な策略家であり、キャプテンガンダムの力の源がシュウトであることを看破してシュウトを取り込んで捕らえ、捕らえたシュウトにネオトピア崩壊の悪夢を見させたり、あげくには幻影に苦しむシュウトの映像を自分の周りに投影し、敵の焦燥を大いに煽っていたりしていた。
腕は独立して動きメガ粒子ビームを出せる。他にも全身から宣戦の角を生み出して射出（ファンネル）したり、最強の武器として口にあたる部分からデスレインと呼ばれる光線砲を放つ。また、トラクタービームという自分の体内に標的を取り込む光線兵器も持っている。次元のゲートを一時的に開く力をも有している。プロフェッサーガーベラいわく、デスレインは0.01%の出力でも山を吹き飛ばし次元を破壊してしまうほどの威力であり、その衝撃でミノフス境界とラクロア、そしてネオトピアの空にも大穴を開けてしまった。
その正体はダークアクシズが生まれた次元世界の次元転送装置そのもので、その次元を消滅させた時、別の次元へと転移する際にジェネラルジオングのボディを強引に反物質へと変換したためにボディの大半を失い、自分のボディを再生させるために部下を使ってガンダミュウムと呼ばれる時空金属を集めさせていた。その体内にはダークアクシズ要塞の一部である黒いソウルドライブが内蔵されている。
終盤にて配下であるはずのプロフェッサーガーベラことマドナッグを取り込んで完全に復活。全次元を滅ぼそうとするが、天宮に集結した仲間たちの声援を受けて限界以上の力を発揮したS.D.Gの攻撃と希望を取り戻したシュウトの抵抗により頭部以外の体を破壊され、頭部もガンダムフォースとザッパーザクたちの攻撃で撃破され消滅した。
漫画版では自らを「人の心の闇から生まれた存在」と称している。最期はアニメ版同様に敗れるが、その際に自身の復活を示唆しつつ爆散した。
『愛と戦いのロボット 完全保存版』で発表されたアンケート「みんなで選ぶロボットアニメーションベスト100」では、「一番極悪な悪役・敵役は？」で第53位にランクインした。

### 最高幹部
プロフェッサーガーベラ
声 - 大塚明夫
ダークアクシズ最高幹部の一人で総統ジェネラルに最も近い存在。役職は最高技術長官で物を作ることができないダークアクシズの中で唯一物を作り出すことのできる存在。両腕に解体道具を装備しており、射出することも可能。基本的に冷静だが、有機体（人間）に対して異常なまでの憎悪を見せる。
武器は胸から発射し相手の身動きを取れなくする「ステーブラ」。「ネガティブゾーン」という独自の対話空間を展開することも可能。
ダークアクシズの天宮侵攻が始まった直後、天宮へ乗り込み騎馬王丸と接触し一対一の対話で騎馬王丸を引き入れたが、虚言も多く騎馬王丸は彼を完全に信用していない。
ジュネラルによる次元転送が回復すると、ジェネラルの手によってガンダムサイに侵入、ガーベラシステムでキャプテンを捕らえて仲間に勧誘するが拒絶されてしまい、キャプテンを大破寸前に追い込むが自身も外装を壊され真の姿を露わにした。
ジュネラルの復活が間近になった事で武者頑駄無を直接吸収させるためにダークアクシズ要塞と共に天宮へ直接侵攻し、自身の正体を明かしつつハイパーキャプテンと激突する。
GP04マドナッグ
プロフェッサーガーベラの正体で、本編の数年後のネオトピアからやってきたキャプテンの後継機。GP04の形式番号が与えられている為分類は万能戦闘型モビルディフェンダーと思われる。
未来のネオトピアで宇宙空間におけるワープ航法の実験のテストパイロットに選ばれたが、事故で時空の狭間に放り出されてしまう。そして悠久の時間を彷徨ったあげく、ダークアクシズ要塞と出会い、自分がS.D.G.によって見捨てられたという情報を植え付けられ、さらに「人を信じる心」を「人を憎む心」に書き換えられ、これをきっかけにジェネラルと共に自分を見捨てた世界の破滅を目論む。
元々がS.D.G.メンバーであったため、彼が開発したコマンダーサザビーを初めとするダークアクシズの機体や面々は、ネオトピアのテクノロジーと類似・共有している。機体色はネオトピア時代は白だったが、ダークアクシズになってからは黒となった。
戦闘力はハイパーキャプテンを上回り、自分を救おうとしなかった恨みと苦しみをキャプテンにぶつけ、圧倒的な戦闘力でキャプテンの反撃を許さずに苦しめるが、バックパックをオプションZに換装したキャプテンに形勢逆転されて敗北。ジェネラル復活の最後の計画を実行するために自ら溶鉱炉に落ちて自決しようとするが、キャプテンに手を握られて助けられる。しかし、キャプテンに見捨てられてないことがどうしても信じられず、キャプテンの手を振り放して計画通りに溶鉱炉へ落ちて自決した。
漫画版では洗脳が解けかけ、オプションFを破壊されたキャプテンを助けるが、ジェネラルに撃たれて溶鉱炉に落ちる。死に際に放った言葉は、「オレハ…モウイチドシンジ…」と自分が犯した悪行を後悔する悲劇的なものだった。
一人称は「私」だが、漫画版では「俺」となっている。
第51話でシュウトが思い描いた未来の中にはネオトピア時代のマドナッグも描かれていた。
名前は「ガンダム（GUNDAM）」の綴りを逆読みしたところから。発音はマドロックと同じ。
闇の騎士デスサイズ
騎馬王丸

### ネオトピア侵攻部隊
コマンダーサザビー
声 - 池田秀一
ネオトピア侵攻部隊の最高指揮官でプロフェッサーガーベラ直属の部下。身長244.33cm、体重272.95kg。
基本的に有能な指揮官であり、部下たちに様々な兵器の支給・物資の補給を行なった。しかし失敗した部下には容赦なく、いつもザッパーザクたちは失敗の罰を受けており、「当てにならない」と罵られ失望されているほか、役立たずや気に入らない部下は躊躇なく処分するなど、その性格は傲慢かつ残虐にして冷酷非道極まりない。また、仲間意識も一切無く、グレードーガやドーガ部隊を虐殺したことに憤慨するシュウトに対して「仲間など必要ない」「支配する者とされる者だけがある」として憚らなかった。しかし、漫画版ではザッパーたちに手書き（しかも悪筆）の作戦内容を送るなど意外とコミカルな一面も見せた。
武器はファンネル、3門のメガキャノンや体中から発射される拡散メガ粒子砲・両腕に仕込まれているビームサーベルを装備している。
ネオトピアへの侵攻を本格的になった際にはザッパーザクらを見限り、自らもマグナムサイを駆ってドーガ部隊を引き連れてネオトピアに侵攻した。自分の分身であるザコレッドを使ってキャプテンのソウルドライブを強奪させ、それと同時にネオトピアを制圧する。だが、ソウルドライブの奪還に来たシュウトとゼロ、爆熱丸の抵抗によりキャプテンの復活を許してしまう。
ヘビーウェポンキャプテンガンダムとの戦いで敗北。破壊される間際、自分にもソウルドライブがあることを明かし、ネオトピアの支配権を与えることを条件にキャプテンガンダムを仲間に引き入れようとした。しかしこの言動に激怒したキャプテンガンダムに拒絶され、最期はソウルドライブを打ち砕かれ自分の敗北が信じられないまま爆発四散した（ガーベラいわく「話し下手」）。
日本で放映された際は、シャア・アズナブルの声をあてた池田が声優を務めているため、「見せてもらおうか…この世界のガンダムの性能とやらを!」「ええいっ!!」など、シャアの印象的な言葉を彷彿とさせる台詞回しが多い。
ザコレッド
赤い身体と角という特徴を持つザコソルジャー。コマンダーの直属であり、超エリート。ザコソルジャーいわく「神出鬼没」な存在で、戦場を自在に動きまわって非常事態の指揮をとることもあるなど他のザコソルジャーとは異なる存在。
その正体は、指揮官という立場上自由な行動を制限されてしまうために、その対策として代替機（ザコソルジャー）を使って身分を隠していたコマンダーサザビーである。制圧が成就した後は、意識を元の自分の身体に戻し用済みとして戦線の角からコマンダーサザビーに蹴り飛ばされる。なお、ザクレロゲートを操るザクレロモバイルを持っていたのは彼であり、蹴飛ばされた身体から放り出たチョビレロがベル・ウッドによって回収されてしまう。
なお、他のザコソルジャー同様語尾・口癖は「～ザコ（通常と異なり、一旦語尾を区切って発音する）」。

#### ドーガ四天王
イエロードーガ
声 - 宮田幸季
ドーガ四天王の一人にして四天王のリーダー格。すさまじい剣技の持ち主で、翼のパイロンに魚雷も兼ね備えた大型ミサイルを持ち、専用武装としてガトリングシールドを装備している。女言葉を使うやかましい戦士。
ガンバイカーを退け、キャプテンガンダムを追い詰めるが、傷を負いながらも駆けつけてきたガンイーグルと交戦するが相討ちとなる形で敗北した。
漫画版では他の四天王もろとも爆熱丸に撃破された。
グレードーガ
声 - 中嶋聡彦
ドーガ四天王の一人にして四天王のサブリーダー格。翼のパイロンにミサイルポッドを持つ。破壊を楽しみ相手が子供でも容赦しない残忍かつ過激で好戦的な性格の破壊狂で、横暴な口調で話す。また執念深く、自身に手傷を与えた相手を報復しなければ気が済まない。一方で彼が勢いに乗ると他のメンバーも活気づくムードメーカーとしての側面も併せ持っている。
最初はザコレッドをサポートし、ソウルドライブ奪還に乗り込んだシュウトを執拗に攻め立てるが、ソウルドライブ無しのキャプテンガンダムに半壊させられる。最期は左肩を負傷したにもかかわらず汚名返上をしようとしたところをコマンダーサザビーにその執念深さを「見苦しい」と咎められ、ファイナルメガキャノンによって無残に破壊された。
ブルードーガ
声 - 水島大宙
ドーガ四天王の一人で、四天王の中では最年少。四天王で唯一ミサイルポッドを持たないが、代わりにビームライフルを所持している他、機動力と射撃力も四天王の中でも一二を争う。嘲笑的な態度を取り、口調も子供っぽい。
善悪の判断が破綻した子供のように遊び感覚で破壊・殺戮活動を行う卑怯かつ下劣なサディストで、特に石化したネオトピア市民に対し「ほーらほーら!石の像が壊れる壊れるぅ!!」と無邪気に笑いながら攻撃しようとしていた。また、初見のガンダムフォースを「弱っちそうだね～」と決め付け見下すなどかなり傲慢。爆熱丸によって倒される。
パープルドーガ
声 - 諏訪部順一
ドーガ四天王の一人。イエロードーガと並ぶビームサーベルの使い手で、翼のパイロンに三連装ホーミングミサイルを持つ。
過激で攻撃的な四天王の中でも比較的冷静沈着で、慇懃無礼な口調で話す。ゼロと戦いを繰り広げるも、最後は隙を突かれて倒されてしまう。

#### 部隊長（ダークアクシズ三人衆）
彼等の頭についている指揮官の証たる角には、部隊ナンバーに合わせて黄色い線がついている。それぞれの名前は出展機体の頭文字にちなむ。また、部隊長三人を「ブラッディ・ブラザーズ」と呼ぶ案があった。
ザッパーザク
声 - 柳沢栄治
ネオトピア侵攻部隊の隊長の一人で最初に攻めてきた部隊長でもある。角の線は一本。ラクロア滅亡にも関わっている。
粗暴で短気な性格をしており、怒ると所構わずマシンガンをぶっ放す癖がある。計画性に乏しく、何も考えずに破壊行動を行っている節があるが、「部下の面倒を見ない奴は偉くも何ともない」と説くなどザコソルジャーの中では最も親しみのある指揮官のようである。
侵攻が本格的になってからは、グラップラーグフとデストロイヤードムと共にビグ・ザムを駆ってブランベース攻略を開始するが、コマンダーからは既に見捨てられており、ブランベース陥落と同時に捨て駒にされてしまった。侵攻作戦失敗後はS.D.G.に捕縛され、ロボクリニックに入れられて改心し、清掃奉仕隊員28号となる。
以降は花とモップを愛する妙な性格に変貌していくが、ザコソルジャーたちの健闘によって、荒っぽい性格は健在となった。実はこれらのことはジェネラルに対して復讐を狙い、そのチャンスを窺うための演技であった。ジェネラルへの復讐を果たした直後、ダークアクシズとのしがらみを捨てて悪事を働こうとするが、天宮の武者たちに囲まれて断念。その後、元気丸の下で天宮統治へと向かい、平定後は29機のビグザムを率いて、グラップラーグフやデストロイヤードム、そして部下とともに次元パトロールの応援に就いた。
漫画版でも侵攻作戦後はロボクリニックによって改心。アニメ同様にガンダムサイに搭乗するが、ジェネラルへの復讐絡みの描写は一切なかった。
当初はモチーフになった機体同様、ブラッディザクという名前であったが、アメリカのTV局からブラッディ（血）は控えてほしいという要請があり、現在の名前に改名された。改名の際、韻を踏んだ名前にしようと決定し、他の二人もそれに倣っている。ザクの頭文字である「Z」で始まる単語を検索し、ZAP（アメコミでよく見られる銃撃の擬音）からザッパー（Zapper）と命名された。
外伝において、昔はヒートホークのザクという名で、性格も真面目で優しかったが、指揮官選出戦の際、対戦相手の卑劣な手によって性格が豹変してしまったという設定がある。劇中ではザコソルジャーから「ザクさま」（漫画版では「ザッパー様」とも呼称）と呼称されているが、書籍ではザコソルジャーと区別するためか「ザッパー」と呼称されることが多い。
グラップラーグフ
声 - 岩尾万太郎
ネオトピア侵攻部隊の指揮官。角の線は二本。
三人の中で最もクールな頭脳派にして残忍かつ狡猾な性格の野心家で、初登場時はザッパーたちをキャプテンもろとも殺害しようとするなどその残忍性が強調されていたが、話が進むに連れて他の2人とあまり大差ないドジで間抜けな一面を見せるようになった。ザッパーザク同様ラクロア滅亡に関与しているだけでなく、他世界のガンダムに関する知識に富んでいる。
ザッパーザクとは犬猿の仲。しかし、デストロイヤードムが出てくると、たまに意気投合する。後半では性格の変わったザッパーザクとデストロイヤードムに振り回された。元気丸のことは、それとなく認めている。コマンダーに見限られた際は、暢気に構えていたザッパーとドムに比べてかなり落ち込んでいた（漫画版では全員一緒に落胆していた）。
左腕は付け替えることが可能で、カギヅメや通常アームになったりすることが可能。右腕にはヒートロッドが仕込まれているが、本編では使われることはなかった。また、その内部には強力なミサイルが一発搭載されている。最後はザッパーザクにそそのかされ、合体技を放ってしまい、ジェネラルへ止めを刺してしまう羽目になった。戦後はザッパーザクたちと同様に天宮統治に向かった。
漫画版ではデストロイヤードムやザコソルジャーの面々共々、ガンダムサイには搭乗しない。
「グラップラー」は「格闘士」の意であり、デザインはバウンティハンターグフのマイナーチェンジがモチーフになっているほか、腰部バーニアはトールギスのバーニアをモチーフとしている。
デストロイヤードム
声 - 松本大
ネオトピア侵攻部隊に属する指揮官の一人。角の線は三本で、ガンダム史上初の角付きドムである。通称「ウェポンマスター」。
グラップラーグフいわく、三人の中では一番戦闘力が高い。しかし、逆に三人の中では最も知能が低く（簡単な計算もできないなど）、ザッパーから「アイツに作戦行動を期待すんのが間違いなんだよな～…」と言われるほど問題を起こしていた模様。
筋金入りの武器マニアで、いつも引いて歩いているギャロップにはたくさんの武器が搭載されている。逆に武器がないと落ち着かなくなる重度の武器依存症。また、基本的に鈍重でのんびり屋だが、一旦怒ると周囲に無差別攻撃を仕掛ける。その性格や経緯から他の二人の指揮官からは敬遠されており、コマンダーが彼を呼ぶと言った際には「勘弁して欲しい」と懇願していた。脚部にはローラーダッシュが施されてあり、これによる高速移動が可能。胸部は開閉可能で、中には拡散ビーム砲が内蔵されている。
後半は武器を全て取り上げられてしまったため、少しでも武器（ガーベラのマスクでさえ）が手に入ると途端に自分の世界に入り込んでしまうことも少なくは無かった。基本的に無口だが、武器を見ると饒舌（たまに女言葉の混じった）になる他、後半は何かにつけては喋っており、武器を手に入れてはしゃいだり、元気丸の帰還を喜んだりしている。「～ドム」と語尾につけるのが口癖。戦う際には「オペレーション○○」と戦闘スタイルに合わせて変わる。

### 雑兵
ザコソルジャー
声 - 長嶝高士、西脇保、小谷津央典、北大輔、朴璐美他
ダークアクシズの量産型部隊兵士。個人戦闘よりも団体戦闘を得意としている。基本的に間抜けな面々ながら、それなりに個性があり多彩な性格を持つ。普通は使い捨て扱いだが、稀に直して貰えると記載されている。「～ザコ」が口癖。装甲が外れて骨組が露わになると恥ずかしがる。
全SDガンダム作品を通して、外見が殆ど変わらない永遠のザコキャラ。主にキャラクターとされているのは以下の通り。
ザコソルジャーA
声 - 千葉進歩
　ザコザコアワーで赤いマイクを持っているザコソルジャー。主に進行役。「いやいやいやー」が口癖。高所恐怖症。次元構造について知っていたり、博識な面も。
ザコソルジャーB
声 - 西脇保
　ザコザコアワーで青いマイクを持っているザコソルジャー。主に調査役。「違うんですよそうなんですよ!」が口癖。「ここだけの話」と言って話を切り出すことが多い。
ザコソルジャーC
声 - 伊藤健太郎
　ザコザコアワーで黄色いマイクを持っているザコソルジャー。主に質問役。「でもでもでも!」が口癖。知識に乏しいのか解説シーンは少なめだが、「真の力、真の力」と言ってテーマの核心を突くことが多い。
おたまザコ
声 - 神谷浩史
　コック帽におたまが特徴のザコソルジャー。ラクロア侵攻に関わっており、トールギスを知っている。代理進行役が多く、ラクロアでは一時的にメインを務めた。エルメチュと仲が良い。
コックザコ
声 - 松本大
　コック帽に泡立て器が特徴のザコソルジャー。トールギスの大ファンで、事あるごとに「T様!」と騒いでいる。解説は下手なうえ投げやり。途中でデスサイズのファンになってしまう。
ガンダムフォース偽装ザコソルジャー
ガンダムフォースに偽装したザコソルジャー。ザッパーザクたちの打倒ガンダムフォースのイメージトレーニングに付き合ったが、正確に言えば敗北した憂さ晴らしに近かった。
モビルシチズン偽装ザコソルジャー
ザコ子（ザコこ）（声 - 長嶝高士）とザコ太（ザコた）（声 - 西脇保）からなるジムに変装したザコソルジャー。爆熱丸を除くガンダムフォースの面々から見ればバレバレ。ガンダムフォースの特徴を調査し、精霊の卵の強奪を目論むが、卵から誕生したフェンに撃退され失敗に終わる。
ドーガボマー
ザコソルジャーよりも忠実で有能な量産型戦闘員。決戦時にしか使用されない。個性はなく、完全な兵器として様々な活動を行う。空を飛ぶことができ、戦闘能力はかなり優秀である。ザコソルジャーたちからは「セリフは無いくせにでしゃばり」と批判されているところから彼らとは険悪な関係にある。また、最終決戦ではザッパーザクたちを平気で攻撃していた。

### その他
ザクレロゲート
声 - 長嶝高士
次元を移動することができる次元ゲートで意思がある。様々な次元を超えることができるが、時空までは超えることができない。息子のチョビレロに「パパレロ」と呼ばれている。
仲間の命令しか聞かず、シュウトはそれを利用してボイスチェンジャーを使いゲートを開かせた。次元転送の力によってジェネラルのデスレインをリフレクトし、破壊するきっかけを作った。
ダークアクシズの呪縛を受けていたが、ダークアクシズ消滅によって解放され元いた次元へと親子仲良く帰っていった。
チョビレロ
声 - 若林直美
ザクレロゲートを呼び出すことのできるザクレロモバイルの名前。ザクレロゲートことパパレロの子供。絆が途切れると呼ぶことができなくなってしまう。
エルメチュ
声 - 石毛佐和
ガンダムサイに住み着く鼠型メカ。修理機能があることがザコザコアワーで判明する。「エルメチュー」と喋り、やたら一人ぼっちのキャラと仲良くなる傾向がある。

## 本編未登場キャラクター
覇王丸（はおうまる）
名前のみ登場する爆熱丸・阿修羅丸の師匠。戦争孤児であった二人を弟子につけ、他の門下とともに剣術の修行をさせた。五聖剣の「武」と「道」を所有していたが、後に弟子たちの中で最も「心」を大事に心得ていた爆熱丸に託す。
本編での登場と爆熱丸との再会も予定されていたが、構想の変更に伴い武里天丸に変更となった。
名前の由来はクーロンガンダムの国外での名称であるハオーガンダムから。
元気丸の母親
元気丸の母で騎馬王丸の妻である。本名は不明。騎馬王丸と別れた後、元騎丸を生み他界。母の形見となった小刀は元騎丸（元気丸）の斧の柄にカモフラージュされた。
騎馬王丸四天王 （きばおうまるしてんのう）
騎馬王丸の部下たち。後の騎馬王衆の前身とも言える人物群。
騎馬王丸の出典機体であるゼウスガンダムに準えて強豪モビルファイターをモチーフとした四人衆の武者を出すという構想で登場したが、紆余曲折を経て現在のデビルガンダム四天王をモチーフにした騎馬王衆に決まった。
ゲジゲジアッザム
ガンダムサイに住み着くゲジゲジ型メカ。清掃機能を持ち、4本の足で埃などの細かいゴミを吸い上げ、大きめのゴミは頭部を展開するように食べる。
エルメチュとともに登場を予定されていたが、エルメチュが採用されたため登場は見送られた。

## GBA版SDガンダムフォース
ジャコソルジャー
水陸両用ザコソルジャー。水中での性能はガンダイバーを上回るといわれる。モチーフはシャコ。
デンジャラスアッガイ
ザコソルジャーの増援。攻撃はスライディングを使ってくる。

## 漫画版・SDガンダムフォース
ロードローラーロボ
ザッパーザクによってコントロールホーンを付けられ、操られた道路工事用ロボット。内部に侵入者がいる時、前輪を取り外して排除する。
鳩時計ロボ
時計台の形をしたロボット。グラップラーグフは鳩の鳴き声を最大限まで上げ、破壊光線を発射するように改造したが、一定時間経たないと発射しない。
スフィンクスロボ
スフィンクスの形をしたロボット。次元転送装置周辺でデストロイヤードムたちに問題を出したが、知力の全くないデストロイヤードムがいい加減な解答を出したため強制排除されかけた。洗脳時は口から熱風を噴射する（その温度はキャプテンの左腕が溶けたり、機能停止に陥るほどに達している）。

## SDガンダムフォース外伝
孔雀丸（くじゃくまる）
コミック版『SDガンダムフォース外伝』にて、まだ騎馬王丸軍に下る前の阿修羅丸。この時の彼は爆熱丸とは友人関係だった。
剣の腕は爆熱丸より上で、試合で爆熱丸に負けたことは一度もない。五聖剣ノ武と道が爆熱丸に授かられた後、彼を抹殺して五聖剣を奪おうとした。爆熱丸が投げ渡した五聖剣ノ武を受け取り爆熱丸を斬ろうと試みるが、鞘から抜き出すことが出来なかった上、爆熱丸の「邪心のある者には抜けない」と言う言葉に憤慨し、「自分の物にならない五聖剣など必要ない!」と五聖剣ノ武を叩き折ろうとしたが、鞘に傷がついただけで叩き折ることが出来なかった。逆上した彼は爆熱丸の顔を目掛けて砂をかけ、目を潰して見えなくするという卑怯な行為に出たが、回避された挙句爆熱丸の奥義に敗れる。
爆熱丸に敗れた後、止めを刺すように言うが、爆熱丸に武者の情けをかけられ止めを刺されなかった。だが、このことが彼が爆熱丸に対する屈辱と復讐心を持ち騎馬王丸の下に降る原因となった。
孤独のギャン
コミック版『SDガンダムフォース外伝』にて登場。
ラクロア侵攻への指揮官選考戦の際にヒートホークのザク（後のザッパーザク）の対戦相手だった戦士。勝つためなら手段を選ばず、力では勝てないとわかった途端に、「武器を使ってはいけない」というルールを無視して武装火器（シールドミサイル）を使いまくって勝とうとした。相手を残酷な方法で抹殺しようとして、ヒートホークのザクが一人のザコソルジャー（通称・ミニザコ）に預けたマシンガンを奪い取って止めを刺そうとしたが、ミニザコに拒絶され、彼を殺してしまう。その際にヒートホークのザクの怒りを買い、ルール無用の戦いに快感を覚えた彼によって倒された。ザッパーザクの性格が粗暴になった原因を作ったキャラクターである。
『SDガンダムフォース 大決戦!次元海賊デ・スカール!!』に登場するギャンコマンダーとは無関係。
キャンサー
コミック版『SDガンダムフォース外伝』にて、ブリティス王国の暗黒沼で伝説の猛将ヴァトラスの剣を守っていた。数千を超える時を生き続け、妖力を持っている。
当初はブリティス王に会うためにお忍びでやってきたリリジマーナ姫と当時ゼロのいなかったラクロア騎士団が剣を取りにきたが、紆余曲折あり、当時旅の騎士だったゼロが剣の主となり、役目を終えて消えていった。

## 夢のタイムマシン~SDガンダムフォース「破壊大将軍あらわる!!」ザコ?
サンリオピューロランド内アトラクション 『夢のタイムマシン～SDガンダムフォース「破壊大将軍あらわる!!」ザコ?』に登場する特別キャラクター。
破壊大将軍 破壊丸（はかいだいしょうぐん はかいまる）
声 - 橋本真也
騎馬王丸・武里天丸以外に存在する、大名クラスの武者頑駄無。ダークアクシズとは手を組まず、逆にダークアクシズのザクレロゲートの鍵・ザクレロモバイルを手に入れ、次元世界を征服しようする。無類の風呂好き。特殊空間「超銭湯空間」をつくり出して戦う。大将軍を勝手に名乗っているらしい。
鉄槌の騎士ダ・ジャーレ
声 - 江原正士
ラクロアの騎士。破壊丸をそそのかし、全世界統一をしようと企む野心家。次元を越えることのできるザクレロモバイルを狙っている。相手の姿を変えてしまう魔法攻撃を得意とする。その名の通りダジャレを言う。
SDデザインは一式まさと。

## 登場メカニック出展
太文字強調をしてあるのは、出典となったキャラの原型(外伝・戦国などからの出展が無い物は割愛)。
| 機体                                          | 出展機体（作品） |
| --------------------------------------------- | --- |
| キャプテンガンダム                            | RX-78 ガンダム（機動戦士ガンダム） RX-78-7 ガンダム7号機（機動戦士ガンダム戦記U.C.0081） FA-78 フルアーマーガンダム（MSV） RX-78NT-1 ガンダムNT-1（機動戦士ガンダム0080 ポケットの中の戦争） MSZ-006 Zガンダム（機動戦士Ζガンダム） CAPG-78 キャプテンガンダム（SDコマンド戦記 G-ARMS） |
| ヘビーウェポンキャプテンガンダム              | CAPG-78+GRXG-099 キャプテンガンダム&ガンアーマー（SDコマンド戦記 G-ARMS） PF-78-1 パーフェクトガンダム（プラモ狂四郎） FA-78 フルアーマー・ガンダム（機動戦士ガンダム サンダーボルト） FA-78-3 フルアーマーガンダム7号機（機動戦士ガンダム戦記U.C.0081） FA-010S フルアーマーZZガンダム（機動戦士ガンダムΖΖ） |
| キャプテンガンダム（オプションV装備）         | RX-78 ガンダム（機動戦士ガンダム） RX-78-7 ガンダム7号機（機動戦士ガンダム戦記U.C.0081） RX-78NT-1 ガンダムNT-1（機動戦士ガンダム0080 ポケットの中の戦争） MSΖ-010 ZZガンダム（機動戦士ガンダムZZ） RX-78 高機動型ガンダム（機動戦士ガンダム ギレンの野望 ジオン独立戦争記） |
| ハイパーキャプテンガンダム（オプションF装備） | RX-78GP01Fb ガンダム試作1号機フルバーニアン（機動戦士ガンダム0083 STARDUST MEMORY） RX-78-4 ガンダム4号機 / RX-78-5 ガンダム5号機（機動戦士ガンダム外伝 宇宙、閃光の果てに…） RX-0 ユニコーンガンダム(デストロイモード)（機動戦士ガンダムUC） |
| ハイパーキャプテンガンダム（オプションZ装備） | RX-78GP01Fb ガンダム試作1号機フルバーニアン（機動戦士ガンダム0083 STARDUST MEMORY） RX-78GP01HFAb 重装フルアーマーバーニアン（機動戦士ガンダム0083 REBELLION） RX-78GP03D ガンダム試作3号機デンドロビウム（機動戦士ガンダム0083 STARDUST MEMORY） RX-78-4 ガンダム4号機 / RX-78-5 ガンダム5号機（機動戦士ガンダム外伝 宇宙、閃光の果てに…） MSA-0011 スペリオルガンダム（ガンダム・センチネル） RX-0 ユニコーンガンダム(デストロイモード)（機動戦士ガンダムUC） ウェイブライダー（機動戦士Ζガンダム） F90II-L ガンダムF90II（ロングレンジタイプ）（機動戦士ガンダムF90） GファルコンDX（機動新世紀ガンダムX） ZGMF-X10A フリーダムガンダム（ミーティア装備）（機動戦士ガンダムSEED） |
| ファイナルキャプテンガンダム                  | RX-78GP01Fb ガンダム試作1号機フルバーニアン（機動戦士ガンダム0083 STARDUST MEMORY） RX-78GP01HFAb 重武装フルアーマーバーニアン（機動戦士ガンダム0083 REBELLION） RX-78GP03D ガンダム試作3号機デンドロビウム（機動戦士ガンダム0083 STARDUST MEMORY） RX-78-4 ガンダム4号機 / RX-78-5 ガンダム5号機（機動戦士ガンダム外伝 宇宙、閃光の果てに…） MSA-0011 スペリオルガンダム（ガンダム・センチネル） RX-0 ユニコーンガンダム(デストロイモード)（機動戦士ガンダムUC） LM314V21 V2ガンダム（機動戦士Vガンダム）セカンドV（機動戦士Vガンダム） ウェイブライダー（機動戦士Ζガンダム） F90II-L ガンダムF90II（ロングレンジタイプ）（機動戦士ガンダムF90） GファルコンDX（機動新世紀ガンダムX） ZGMF-X20A ストライクフリーダムガンダム（ミーティア装備）（機動戦士ガンダムSEED DESTINY） 騎士スペリオルドラゴン（SDガンダム外伝 ジークジオン編） |
| 翼の騎士ゼロ                                  | XXXG-01W ウイングガンダム（新機動戦記ガンダムW） XXXG-00W0 ウイングガンダムゼロ（新機動戦記ガンダムW） 皇騎士ガンダム（SDガンダム外伝 円卓の騎士編） 神聖騎士ウイングガンダム（新SDガンダム外伝 鎧闘神戦記） |
| 銀翼の騎士ゼロカスタム                        | XXXG-00W0 ウイングガンダムゼロ（EW版）（新機動戦記ガンダムW Endless Waltz） 神聖騎士ウイングガンダムゼロ（SDガンダム英雄伝） |
| 武者頑駄無爆熱丸                              | GF13-017NJ シャイニングガンダム（機動武闘伝Gガンダム） 機巧武者シャイニングガンダム（SDガンダム英雄伝） 武者號斗丸（新SD戦国伝 超機動大将軍） |
| 強火剣嵐 爆心丸                               | GF13-017NJII ゴッドガンダム（機動武闘伝Gガンダム） 武者號斗丸・爆熱の陣形態（新SD戦国伝 超機動大将軍） 闘神武者ゴッドガンダム（SDガンダム英雄伝） |
| ガンバイカー                                  | MSZ-010 ΖΖガンダム（機動戦士ガンダムΖΖ） Gフォートレス（機動戦士ガンダムΖΖ） SDV-04 コマンドガンダム（SDコマンド戦記 G-ARMS） |
| ガンパンツァー                                | RX-79[G]Ez-8 ガンダムEz-8（機動戦士ガンダム 第08MS小隊） RXR-44 ガンタンクR-44（機動戦士ガンダムF91） GT-9600 ガンダムレオパルド（機動新世紀ガンダムX） SDV-04 コマンドガンダム（SDコマンド戦記 G-ARMS） GPZZ-010B ガンパンツァーΖΖ（SDコマンド戦記 G-ARMS） |
| ガンイーグル                                  | FA-93 νガンダム ダブル・フィン・ファンネル装備型（CCA-MSV） GEν-93 ガンイーグルν（SDコマンド戦記 G-ARMS） |
| ガンダイバー                                  | RGZ-91 リ・ガズィ（機動戦士ガンダム 逆襲のシャア） RAG-79-G1 水中型ガンダム（M-MSV） GDV-178 ガンダイバー （SDコマンド戦記 G-ARMS） リ・ガズィ（SDコマンド戦記II ガンダムフォース） |
| ガンチョッパー                                | RGZ-91 リ・ガズィ（機動戦士ガンダム 逆襲のシャア） |
| 炎天號                                        | 風雲再起（機動武闘伝Gガンダム） |
| 元気丸 完全善大将軍                           | GF13-017NJII ゴッドガンダム（機動武闘伝Gガンダム） |
| ガンダムサイ                                  | RX-78 ガンダム（機動戦士ガンダム） RB-79 ボール（機動戦士ガンダム） ムサイ（機動戦士ガンダム） ペールギュント（機動戦士ガンダム0083 STARDUST MEMORY） |
| Ζガンダムサイ                                 | MSZ-006 Ζガンダム（機動戦士Ζガンダム） ムサイ改（機動戦士Ζガンダム） |
| ガンダムサイMk-II                             | RX-178 ガンダムMk-II・ティターンズカラー（機動戦士Ζガンダム） ムサイ改（機動戦士Ζガンダム） |
| ガンペリー・トランスポーター                  | ガンペリー（機動戦士ガンダム） |
| デカボール デカボール・チョッパー             | RB-79C ボール改（機動戦士ガンダム0083 STARDUST MEMORY） RB-133 133式ボール（機動戦士クロスボーン・ガンダム） |
| デカボール・ダイバー                          | RB-79N フィッシュアイ（機動戦士ガンダム MS IGLOO 603） RB-133 133式ボール（機動戦士クロスボーン・ガンダム） |
| 隊員ジム                                      | RGM-79SP ジム・スナイパーII（機動戦士ガンダム0080 ポケットの中の戦争） |
| オペレータージム                              | RGM-79D ジム・コマンド（機動戦士ガンダム0080 ポケットの中の戦争） |
| 隊員ボール                                    | RB-79 ボール（連装フィフティーンキャリバー装備）（機動戦士ガンダム） |
| 市民ボール カオ・リン専用通訳ボール           | RB-79 ボール（機動戦士ガンダム） |
| ワーカーボール                                | RB-79K 先行量産型ボール（機動戦士ガンダム 第08MS小隊） |
| レオナルド                                    | RGM-79D 寒冷地仕様ジム（機動戦士ガンダム0080 ポケットの中の戦争） |
| 市民ジム                                      | RGM-79R ジムII（機動戦士Ζガンダム） |
| ワーカージム                                  | RGM-79G 陸戦型ジム（機動戦士ガンダム 第08MS小隊） |
| パトロールジム                                | RGM-79C ジム改・デザートカラー（機動戦士ガンダム0083 STARDUST MEMORY） |
| パティシエジム                                | RGM-79E 初期量産型ジム（機動戦士ガンダム 第08MS小隊） |
| パトロールボール                              | RB-79C ボール改（機動戦士ガンダム0083 STARDUST MEMORY） |
| 氷刃の騎士ディード                            | XXXG-01D ガンダムデスサイズ（新機動戦記ガンダムW） 騎士ガンダムデスサイズ（新SDガンダム外伝 鎧闘神戦記） |
| 紅蓮の騎士バトール                            | XXXG-01H ガンダムヘビーアームズ（新機動戦記ガンダムW） 騎士ガンダムヘビーアームズ（新SDガンダム外伝 鎧闘神戦記） |
| 熱砂の騎士ロック                              | XXXG-01SR ガンダムサンドロック（新機動戦記ガンダムW） 騎士ガンダムサンドロック（新SDガンダム外伝 鎧闘神戦記） |
| 青銅の騎士ナタク                              | XXXG-01S シェンロンガンダム（新機動戦記ガンダムW） シェンロンガンダム（EW版）（新機動戦記ガンダムW Endless Waltz 敗者たちの栄光） 騎士シェンロンガンダム（新SDガンダム外伝 鎧闘神戦記） |
| 闇の騎士デスサイズ                            | XXXG-01D2 ガンダムデスサイズヘル（EW版）（新機動戦記ガンダムW Endless Waltz） OZ-19MASX ガンダムグリープ（新機動戦記ガンダムW デュアルストーリー G-UNIT） 冥闘神デスサイズ（新SDガンダム外伝 鎧闘神戦記） |
| 狂戦士エピオン                                | OZ-13MS ガンダムエピオン（新機動戦記ガンダムW） 騎士エピオン（新SDガンダム外伝 鎧闘神戦記） |
| ワイバーンエピオン                            | ガンダムエピオン・モビルアーマー形態（新機動戦記ガンダムW） |
| 嵐の騎士トールギス                            | OZ-00MS トールギス（新機動戦記ガンダムW） OZ-00MS2B トールギスIII（新機動戦記ガンダムW Endless Waltz） 雷迅機トールギス（新SDガンダム外伝 鎧闘神戦記） 神風騎士トールギス（SDガンダム英雄伝） |
| グリフォントールギス                          | OZ-00MS トールギスF（新機動戦記ガンダムW Endless Waltz 敗者たちの栄光） OZ-00MS トールギス（テンペスト装備）（新機動戦記ガンダムW Endless Waltz 敗者たちの栄光） 雷迅将トールギス（新SDガンダム外伝 鎧闘神戦記） |
| 轟雷の騎士メリクリウス                        | OZ-13MSX2 メリクリウス（新機動戦記ガンダムW） 爆水機メリクリウス（新SDガンダム外伝 鎧闘神戦記） |
| 暴風の騎士ヴァイエイト                        | OZ-13MSX1 ヴァイエイト（新機動戦記ガンダムW） 熾炎将ヴァイエイト（新SDガンダム外伝 鎧闘神戦記） |
| ポーンリーオー                                | OZ-06MS リーオー（新機動戦記ガンダムW） 騎士リーオー（新SDガンダム外伝 鎧闘神戦記） |
| ダークポーンリーオー                          | OZ-06MS リーオー（OZ仕様）（新機動戦記ガンダムW） OZ-02MD ビルゴ（新機動戦記ガンダムW） 騎士リーオー（新SDガンダム外伝 鎧闘神戦記） |
| 武里天丸                                      | GF13-003NEL ジョンブルガンダム（機動武闘伝Gガンダム） GF9-003NEN ブリテンガンダム（機動武闘伝Gガンダム） |
| 金鶴 銀鶴                                     | JMS-71 ノブッシ （機動武闘伝Gガンダム） |
| 野歩士                                        | JMS-71 ノブッシ（機動武闘伝Gガンダム） 野武志（新SD戦国伝 超機動大将軍編） |
| 騎馬王丸                                      | GF13-002NGR ゼウスガンダム（機動武闘伝Gガンダム） 轟天頑駄無（新SD戦国伝 伝説の大将軍編） |
| 東方不敗 爆覇丸                               | GF13-001NHII マスターガンダム（機動武闘伝Gガンダム） 魔星頑駄無（新SD戦国伝 超機動大将軍編） |
| 天剣絶刀 猛禽丸                               | ガンダムヘブンズソード（機動武闘伝Gガンダム） 羅将天国途（新SD戦国伝 超機動大将軍編） |
| 獅王争覇 機獣丸                               | グランドガンダム（機動武闘伝Gガンダム） 羅将愚嵐怒（新SD戦国伝 超機動大将軍編） |
| 笑倣江湖 破餓音丸                             | ウォルターガンダム（機動武闘伝Gガンダム） 羅将宇折堕（新SD戦国伝 超機動大将軍編） |
| 騎馬王丸四天王                                | GF13-049NM テキーラガンダム（機動武闘伝Gガンダム）、GF13-026ND マーメイドガンダム（機動武闘伝Gガンダム）、GF13-039NP ジェスターガンダム（機動武闘伝Gガンダム）、GF13-052NT ミナレットガンダム（機動武闘伝Gガンダム） |
| 阿修羅丸 孔雀丸                               | GF13-041NSI アシュラガンダム（機動武闘伝Gガンダム） |
| 虚武羅丸                                      | GF13-030NIN コブラガンダム（機動武闘伝Gガンダム） GF13-021NG ガンダムシュピーゲル（機動武闘伝Gガンダム） 毒蛇頑駄無（新SD戦国伝 超機動大将軍編） |
| ザコブッシ                                    | JMS-60 ブッシ（機動武闘伝Gガンダム） 武志（新SD戦国伝 超機動大将軍編） |
| ジェネラルジオング                            | MSN-02 パーフェクトジオング（MSV） ZAFU-13 フューラーザタリオン（SDコマンド戦記 G-ARMS） コロニーデビルガンダム（機動武闘伝Gガンダム） |
| プロフェッサーガーベラ                        | AGX-04 ガーベラ・テトラ（機動戦士ガンダム0083 STARDUST MEMORY） AGX-04 ガーベラ・テトラ ロールアウト（機動戦士ガンダム0083 REBELLION） AGX-04A1 ガーベラ・テトラ改（機動戦士ガンダム ギレンの野望 ジオンの系譜） |
| GP04マドナッグ                                | RX-78GP04G ガンダム試作4号機（機動戦士ガンダム0083 STARDUST MEMORY） RX-178-X0 ガンダムMk-II試作0号機（機動戦士ガンダム ギレンの野望 ジオンの系譜） フューラーコマンダー（SDコマンド戦記III SUPER G-ARMS ） |
| コマンダーサザビー                            | MSN-04 サザビー（機動戦士ガンダム 逆襲のシャア） MSN-04II ナイチンゲール（機動戦士ガンダム 逆襲のシャア ベルトーチカ・チルドレン） MRJ-104 ザウエルR・ジャジャ（SDコマンド戦記 G-ARMS） フレイムサザビー（SDコマンド戦記III SUPER G-ARMS） |
| ザコレッド                                    | MS-06S シャア専用ザクII（機動戦士ガンダム） |
| ドーガ四天王                                  | MSN-03 ヤクト・ドーガ（ギュネイ機）（機動戦士ガンダム 逆襲のシャア） メッサードーガ（SDコマンド戦記 G-ARMS） |
| ドーガボマー                                  | MSN-03 ヤクト・ドーガ（クェス機）（機動戦士ガンダム 逆襲のシャア） MSN-03 「袖付き」仕様ヤクト・ドーガ（機動戦士ガンダムUC） メッサードーガ（SDコマンド戦記 G-ARMS） |
| ザッパーザク                                  | MS-06FZ ザクIIFZ型（機動戦士ガンダム0080 ポケットの中の戦争） MS-06F ドズル・ザビ専用ザクII（MSV） MS-06R-2 ジョニー・ライデン専用高機動型ザクIIR-2型（MSV） MS-06JK ザクハーフキャノン（ガトリング砲装備）（MSV-R） MSBZ-06S ブラッディザク （SDコマンド戦記 G-ARMS） |
| グラップラーグフ                              | MS-07B3 グフカスタム（機動戦士ガンダム 第08MS小隊） OZ-00MS トールギス（新機動戦記ガンダムW） バウンティハンター・グフ（SDコマンド戦記II ガンダムフォース） |
| デストロイヤードム                            | MS-09F/TROP ドム・トローペン（機動戦士ガンダム0083 STARDUST MEMORY） MS-09 ドム（SDコマンド戦記 G-ARMS） |
| ザコソルジャー                                | MS-06 ザクII（機動戦士ガンダム） MS-06 ボルジャーノン（∀ガンダム） MS-05 ザクI（機動戦士ガンダム） MS-06 ザクII（SDコマンド戦記 G-ARMS） |
| マグナムサイ                                  | ファルメル（機動戦士ガンダム） ペールギュント（機動戦士ガンダム0083 STARDUST MEMORY） MS-14C ゲルググキャノン（MSV） MS-06K ザクキャノン（MSV） |
| ザクレロゲート チョビレロ                     | MA-04X ザクレロ（機動戦士ガンダム） |
| エルメチュ                                    | MAN-08 エルメス（機動戦士ガンダム） |
| ゲジゲジアッザム                              | MAX-03 アッザム（機動戦士ガンダム） |
| 覇王丸                                        | GF13-001NH クーロンガンダム（機動武闘伝Gガンダム） |
| ジャコソルジャー                              | MS-06A ザクII A型（機動戦士ガンダム） RMS-192M ザク・マリナー（機動戦士ガンダムΖΖ） |
| デンジャラスアッガイ                          | MSM-04 アッガイ（機動戦士ガンダム） |
| 孤独のギャン                                  | YMS-15 ギャン（機動戦士ガンダム） |
| キャンサー                                    | OZ-08MMS キャンサー（新機動戦記ガンダムW） |
| 破壊大将軍 破壊丸                             | GF13-006NA ガンダムマックスター（機動武闘伝Gガンダム） |
| 鉄槌の騎士ダ・ジャーレ                        | SK-12SMS サンクキングダム仕様トーラス（新機動戦記ガンダムW） |
| ズゴーレム                                    | MSM-07S ズゴック（機動戦士ガンダム） |
| タライゴーレム                                | RGM-79SP ジムスナイパーII（機動戦士ガンダム0080 ポケットの中の戦争） |